# Wissant
Pour l’article ayant un titre homophone, voir 800.
Pour les articles homonymes, voir André de Wissant, Pierre de Wissant et École de Wissant.
Wissant (prononcé [ɥisɑ̃]) est une commune française située dans le département du Pas-de-Calais en région Hauts-de-France.
Située sur la Côte d'Opale, entre les caps Gris-Nez et Blanc-Nez, il s'agit d'une station balnéaire très attractive, qui multiplie sa population par huit chaque été.
La commune fait partie de la communauté de communes de la Terre des Deux Caps et du parc naturel régional des Caps et Marais d'Opale.

## Géographie

### Localisation
Localisée dans le nord du département du Pas-de-Calais, sur la Côte d'Opale, Wissant est une station balnéaire du Boulonnais, au bord de la Manche. Elle est située, à vol d'oiseau, à 16 km au sud-ouest de la commune de Calais, à 18 km au nord de la commune de Boulogne-sur-Mer (chef-lieu d'arrondissement) et face aux côtes anglaises (situées à 35 km).
Le territoire de la commune est limitrophe de ceux de quatre communes.
Les communes limitrophes sont Audembert, Escalles, Hervelinghen et Tardinghen.

### Géologie et relief
La superficie de la commune est de 12,79 km2 ; son altitude varie entre 0  à   158 mètres.

#### Site des Deux Caps

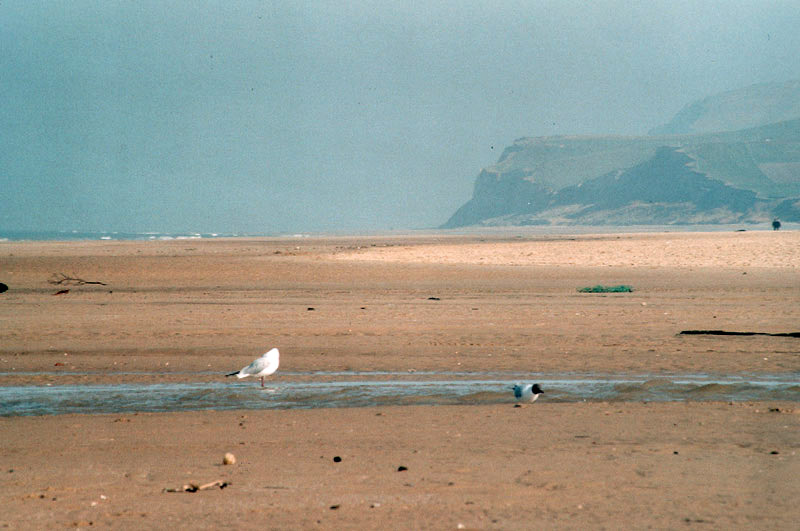
Le Cap Blanc-Nez vu de l'estran sableux de Wissant. Ici, à marée basse la mer peut découvrir le sable sur environ 800 m.

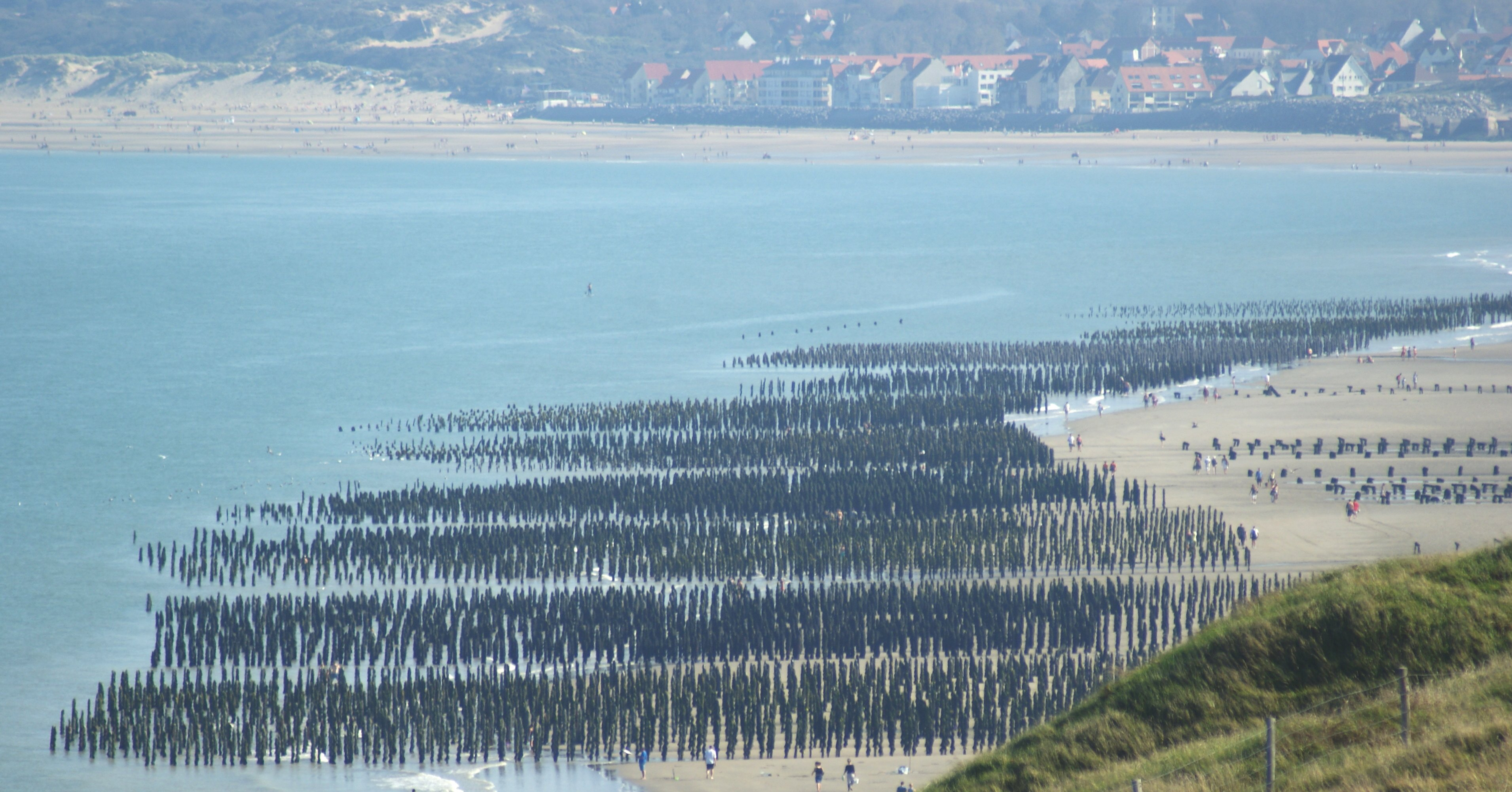
La baie de Wissant

Wissant se trouve au centre de la baie située entre deux ensembles de falaises :
- le cap Gris-Nez dans le Boulonnais, le point du littoral français le plus proche de l'Angleterre,
- le cap Blanc-Nez dans le Calaisis qui présente des falaises de plus de 130 mètres de haut, alors que celles du Cap Gris-Nez n'en font que 45.

L'ensemble de ces Deux Caps forme le grand site des Deux Caps, un important site naturel touristique du Nord-Pas-de-Calais. Il est labellisé Grand Site de France depuis 2011.

#### Géomorphologie

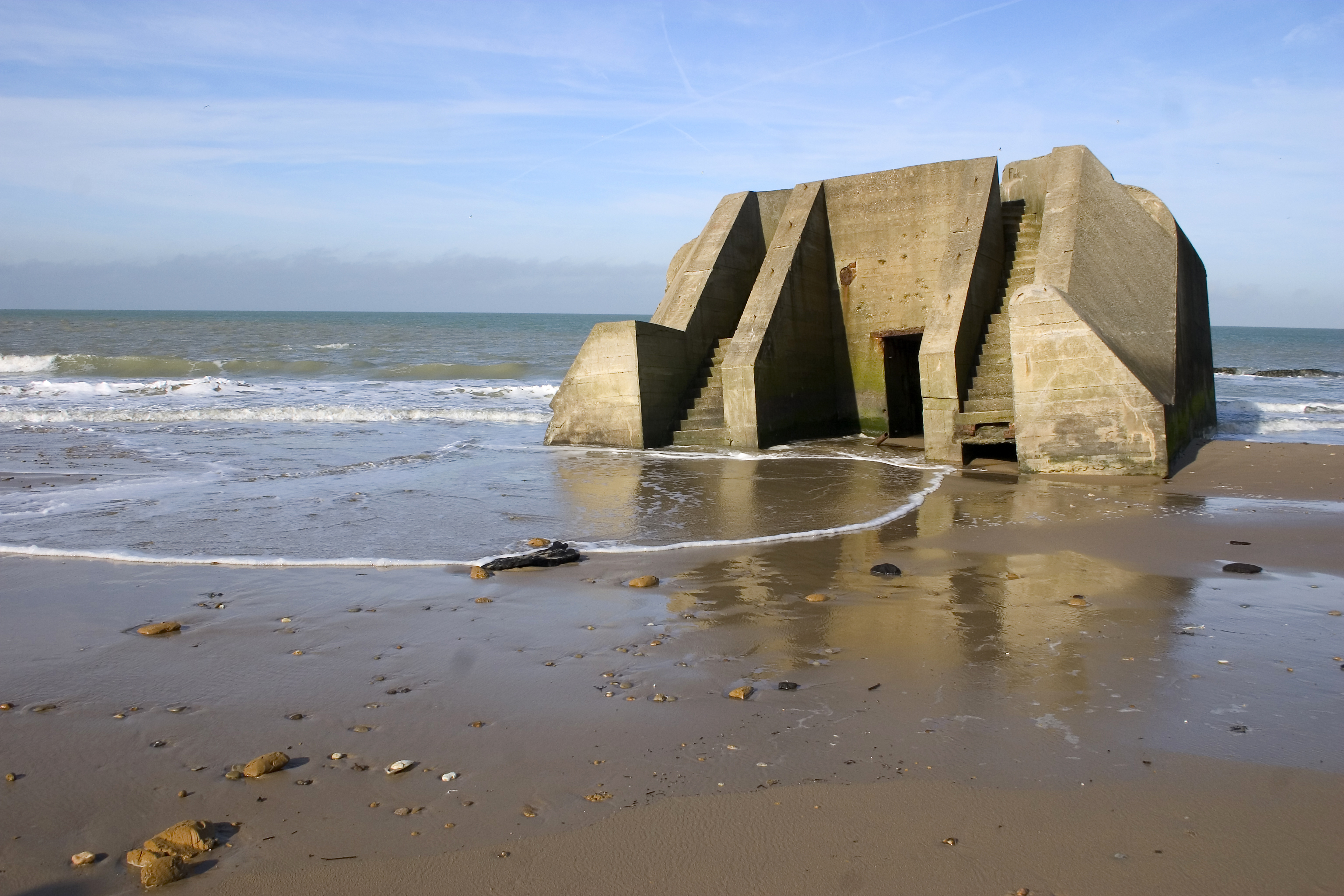
À la suite du recul rapide du trait de côte en fond de baie, les blockhaus de la Seconde Guerre mondiale sont aujourd'hui dans la mer.

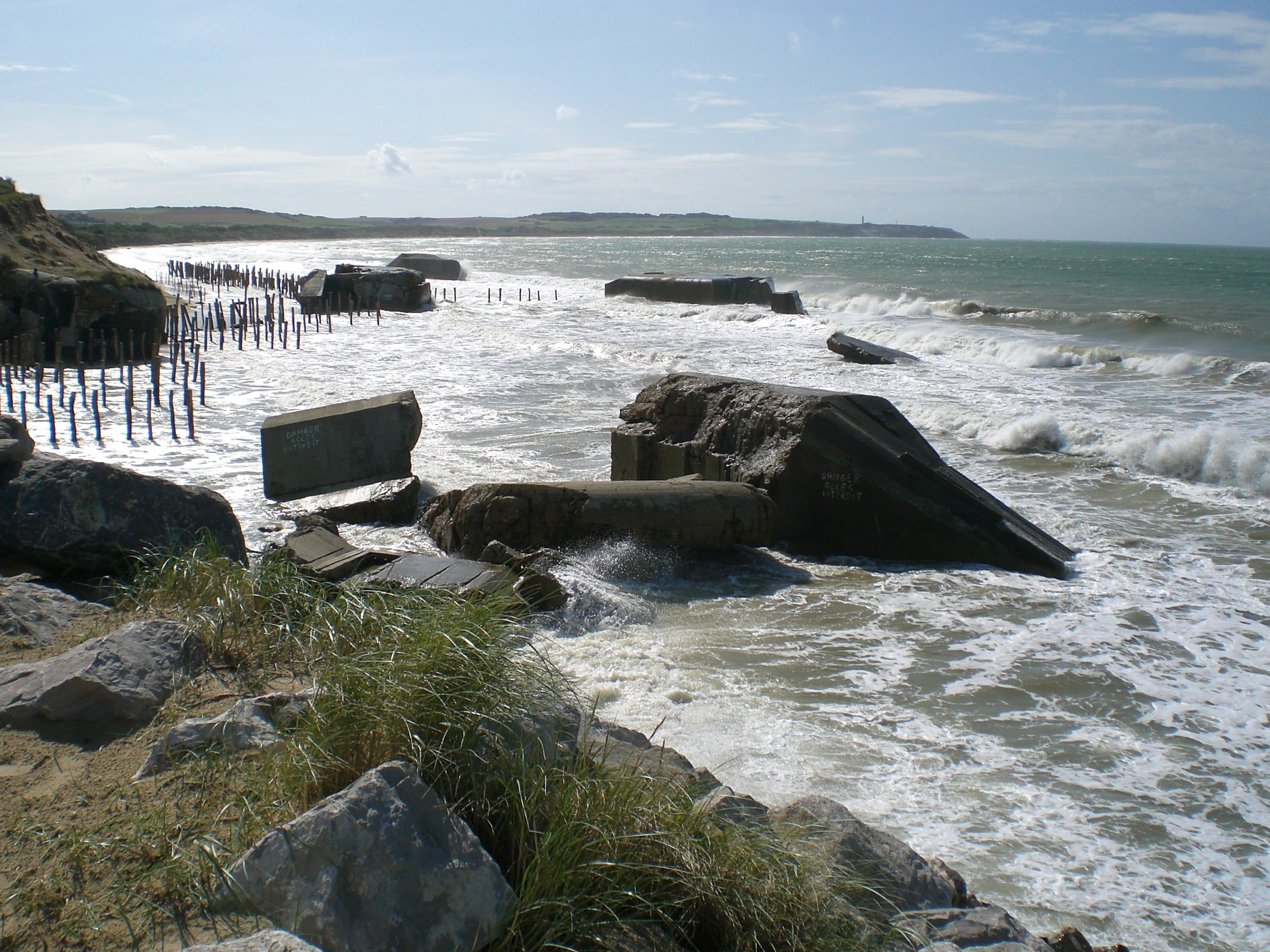
Les pieux de bois visent à limiter le déficit de transit sédimentaire et freiner le recul du trait de côte.

Les deux Caps correspondent respectivement à une série de hautes collines crayeuses et à l'extrémité nord de l'actuel plateau gréseux du Bas-Boulonnais).
Le fond de la baie située entre les deux caps est une zone plus basse dite « percée de Warcove ». Il ouvre vers l'arrière-pays et le marais de Wissant dont les parties basses sont protégés de la mer par un cordon dunaire relativement étroit (250-300 m de large). Ce cordon et les dunes sont entretenus par des dispositifs de stabilisation (ganivelles, plantation d'oyats qui fixent le sable), avec l'aide du Conservatoire du littoral. Ce cordon, formé de plusieurs petits massifs dunaires tend néanmoins à s'éroder (au moins depuis les années 1980), et a récemment été rompu à l'occasion de tempêtes. Plusieurs blockhaus de la Seconde Guerre mondiale ont été déchaussés de la dune qui a reculé, et sont aujourd'hui sur la plage.
Cette plage est constituée d'un large estran de sable fin, qui forme la plage de Wissant, largement dégagée à marée basse de vives-eaux). Son régime dit macrotidal est lié à un marnage moyen de 5,84 m et de 8,15 m en vive-eau (rappel : on parle de régime macrotidal quand le marnage dépasse 4 m). L'estran se prolonge en mer par une pente douce formant une « avant-côte », limitée par des « bancs de sable pré-littoraux », et principalement par le « banc À la Ligne » (accumulation sous-marine longue de 3,5 km et large de 500 m) qui prend naissance au cap Gris-Nez en sortie du détroit et s'allonge vers le nord-est en s'éloignant du rivage jusqu'à environ deux kilomètres au large de Wissant. Géomorphologiquement, il est de type banner bank .
En amont et aval du fond de baie, le littoral de Wissant est bordé de massifs dunaires. Ils sont géomorphologiquement parlant « d'édification récente », comme le sont la plupart des parties meubles du trait de côte du Nord-Pas-de-Calais, ainsi que l'ont montré les études palynologiques, les études cartographiques et l'étude de l'environnement soumis aux marées en Manche/Mer-du-Nord.
Jean Sommé, dans sa thèse,
,
, en 1975 qualifiait la baie de Wissant, de petite plaine maritime, en référence à celle du Calaisis (plus grande). Cette plaine assez basse a connu de nombreuses avancées et reculs de la mer et du trait de côte comme le montrent les tourbes fossiles (tourbes holocènes) d'eau douce « subboréale ») qui affleurent encore sur l'estran actuel, confirmant le recul du rivage et l'abaissement de l'estran à cet endroit.

#### Érosion côtière
Le bilan sédimentaire de la baie est globalement fortement négatif depuis le début du XXe siècle (pertes sédimentaires évaluées à plus de 100 000 m3/an). Le recul a localement atteint plus de 100 m entre 1963 et 2000, et jusqu'à 250 m au centre de la baie en 50 ans (de 1949 à 2000), alors que dans le même temps, non loin de là, le rivage avançait d'un peu plus de 100 m (à l'Est de Calais).
Ceci a été confirmé par de nombreuses études de la dynamique sédimentaire de la baie faites depuis les années 1970 dont Clabaut et Chamley en 1986, P. pinte en 1987, Fauchois en 1998, Sipka en, 1994, Guillaume en 2006, Sedrati en 2008. L'érosion est dans le secteur de Wissant plus rapide que presque partout ailleurs en région et en France (avec des variations saisonnières et interannuelles). Elle s'est plutôt aggravée et étendue à presque toute la baie depuis le milieu des années 1970.
La partie sud-ouest du rivage communal (dune d'aval) est la plus érodée par la mer, alors que la partie nord-est (dune d'amont) semble stabilisée ou engraisse légèrement.
Les scientifiques cherchent à expliquer les raisons de l'aggravation observée, ce qui exige de prendre de nombreux paramètres complexes en compte, dont :
- courants et dynamique sédimentologique globale et locale. Ces paramètres sont ici particulièrement complexes et changeants. L'aval du détroit où se situe la baie de Wissant est exposé aux turbulences du "jet" formé par les puissants courants concentrés par le pas de Calais. Grossièrement, on peut dire que le courant moyen-dominant vient du sud-ouest, qu'il est d'abord accéléré dans le goulot d'étranglement que constitue le détroit rocheux, puis décélère vers la mer du Nord. Il peut encore atteindre 2 m/s devant Wissant en période de vives-eaux[5] et plus d'1 m/s le long de la zone plus abritée par le banc à la ligne. 
Le courant est influencé par les marées (et les vents) ; il s'inverse avec les marées, mais de manière fortement dissymétrique : le flot et plus long (en nombre d'heures) et plus puissant que le jusant. La résultante des courants tend à transférer les sédiments et matières en suspension vers la mer du Nord[23],[24] et localement, la résultante des courants assure devant Wissant un transport sédimentaire résiduel vers le nord-est[25],[26].
- difficultés de cartographie : Les zones sableuses sont particulièrement mobiles, tant pour les bancs de sable que pour les dunes. Chaque tempête modifie légèrement le relief sous-marin et celui des dunes, surajoutant ces effets aux tendances
Les données LIDAR ont récemment permis d'affiner la cartographie du littoral[27]. En France, c'est le SHOM qui met à jour les cartes marines.
- l'érosion du rivage est différentielle ; elle dépend du courant de la houle, et varie selon la dureté et cohérence de la roche ou du substrat attaqués[28], mais aussi d'effets liés aux engorgements d'eau ou sécheresse. La force érosive des courants est également très sensible à de petites modifications des fonds, du niveau marin ou de paramètres météorologiques et pour les falaises d'engorgements d'eau, sécheresses, gel/dégel….
- l'érosion par le vent,  et le transport du sable (important) par les vents moyens ou lors de tempêtes sont des paramètres complexes, mais importants sur les plages et pour les dunes[29]. Les modèles tendent à mieux les prendre en compte.
- la houle est un autre facteur important. Le vent la génère surtout en provenance du sud-ouest, mais sa réfraction sur la côte lui fait plutôt aborder le rivage avec une direction incidente NNW. Dans ce secteur la période moyenne de la houle (temps écoulé entre deux vagues) est de cinq à sept secondes, et la hauteur (au large) des vagues dépasse rarement 1,2 m[30], mais après un épisode très venteux, des houles dont la période dépasse 12 s, avec des vagues de 5 m sont observées au large. Elles sont cassées avant de toucher la côte par les nombreux bancs de la Manche. Les surcotes peuvent atteindre 1,5 m[31]. Certaines houles de tempêtes ont cependant un effet érosif important.
- les liens entre relief sous-marin, courants et trait de côte sont également importants ; La comparaison des levés bathymétriques de 1911, 1977 et 2002 a mis en évidence un lien entre des pics d'érosion dans les petits fonds et les secteurs d'important recul de la côte[32],[33], « ce qui suggère que l'évolution de la ligne de rivage est fortement liée aux variations morphologiques de l'avant-côte ». Les reculs les plus importants se font à l'occasion de tempêtes plus ou moins exceptionnelles[17] conjuguant[17] des phénomènes météorologiques[34] de vent[35], de courant, de marée et de surcote, qui semblent aggravés par le changement climatique[36] et la montée du niveau de la mer[37],[38] (apparemment accélérée ces dernières décennies), mais des facteurs anthropiques plus locaux « ont pu aussi accentuer le déficit sédimentaire de la baie » ; Des variations morphologiques des fonds de l'avant-côte, et notamment de la forme d'un banc pré-littoral, auraient affecté les transits sédimentaires côtiers, ce qui aurait eu des répercussions sur l'évolution du trait de côte[39],[40].
- l'Histoire : Ce mouvement régressif n'a pas été constant. Ainsi durant la Seconde Guerre mondiale, sans doute en raison des nombreux pieux Rommel (encore régulièrement mis au jour[41]), posés par l'armée allemande dans la baie pour y interdire un débarquement des alliés, le niveau de la plage est remonté. Mais, après le déminage de la côte, la destruction du Mur de l'Atlantique (vers 1950) et le retrait de ces pieux, depuis (c'est-à-dire de 1949 à 2000) le trait de côte recule de manière accélérée, et la digue communale ainsi que la partie centrale de la baie sont attaqués par la mer (avec des reculs atteignant 4 à 5 m/an, recul parmi les plus rapides de France[5]). Quelques expériences de poses de pieux destinés à fixer le sable ont été faites, ainsi que d'enrochement pour protéger la digue. 
Dans une région soumises à de nombreuses pressions humaines, les guerres, la construction et l'entretien de ports, la surfréquentation du cordon dunaire et certains processus d'artificialisation du littoral, ou certaines activités marines (chalutage, prélèvement de sable ou gravier marins…) ont pu avoir certains effets indirects et distants sur les substrats et les courants ainsi que sur les effets du vent (siffle-vent dans les dunes). Elles ont également localement pu affaiblir le cordon dunaire ou favoriser l'érosion côtière[42],[43].

#### Disparition du sable

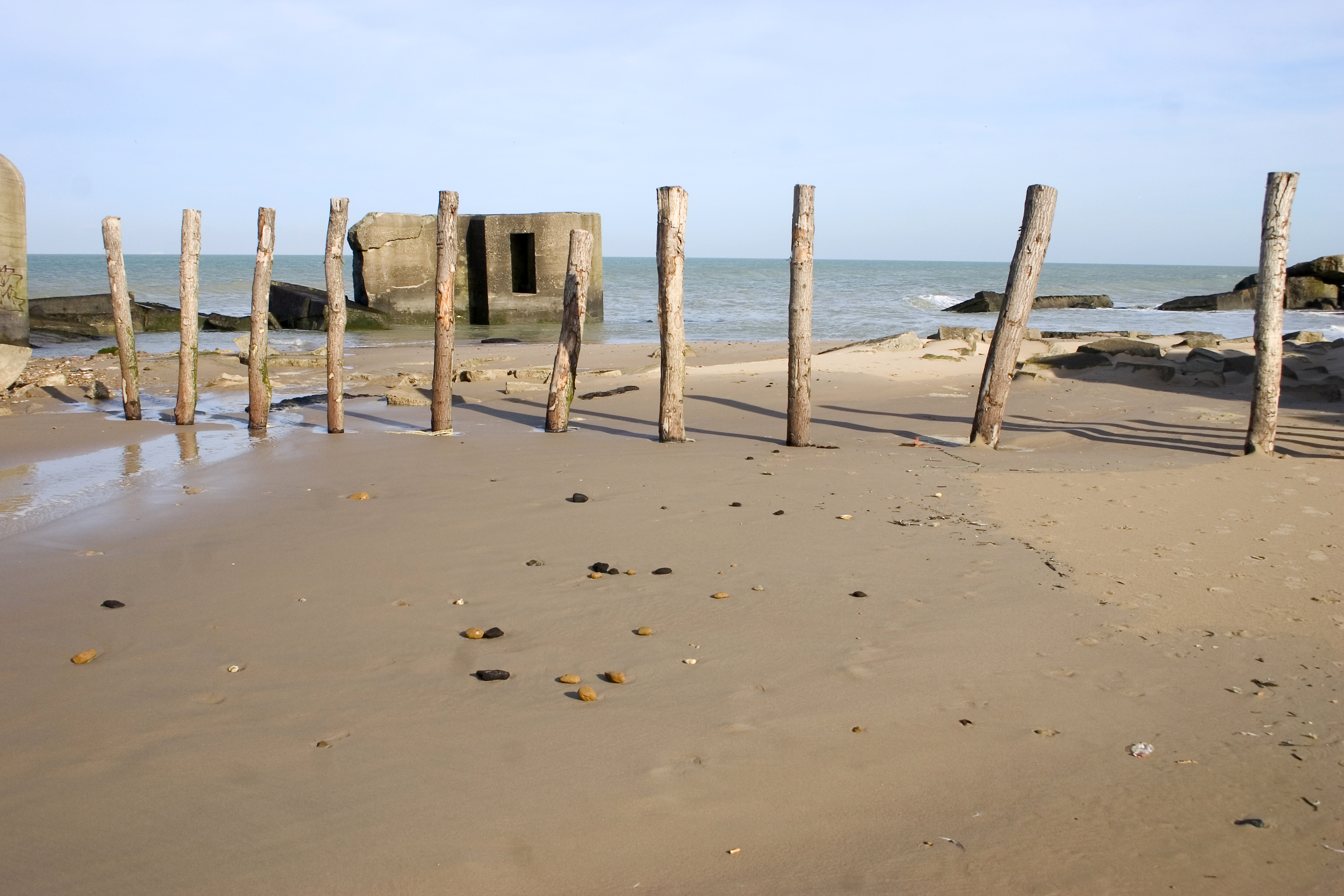
Le recul du trait de côte est ici l'un des plus importants de France, menaçant périodiquement la digue et certains bâtiments. La digue a été endommagée à plusieurs reprises depuis quelques décennies.

L'abaissement récent (années 1980) d'environ cinq mètres du niveau de la plage, sans doute notamment consécutif à l'extraction du sable au large de la baie et la présence de multiples sources au pied de la digue inclinée ont entraîné la disparition du sable sur lequel celle-ci reposait.
La digue est d'une part régulièrement submergée par la mer lors de marées hautes de vives-eaux, et d'autre part fragilisée par le déficit sédimentaire de la baie, qui s'est traduit par une baisse du niveau de sable, atteignant la base de la digue-perré protégeant l'urbanisation de front de mer de Wissant. Plusieurs dégradations ou ruptures de la digue se sont produites depuis 2000, dont le 19 mars 2007, lors d'une marée d'équinoxe conjuguée à des vents violents venus du nord et accompagnée d'énormes vagues. La mer a ce jour emporté une grande quantité de sable, des pans de dunes alentour, et provoqué l'effondrement d'une partie (la moitié environ) de la digue de Wissant. La mer a pénétré dans les rues, charriant pierres et sable.
Les immeubles, imprudemment construits sur du sable derrière la digue ont dû être évacués.
Prospective : Les prospectives climatiques laissent penser que la hausse du niveau marin devrait se poursuivre. c'est une tendance déjà mise en évidence par les marégraphes des ports régionaux français et belges, le phénomène semblant même s'accélérer depuis trente ans. Plusieurs surcotes graves ont déjà touché la région, mais par chance au moment de marées basses.

### Hydrographie

#### Réseau hydrographique
La commune est située dans le bassin Artois-Picardie. Elle est drainée par le ruisseau de Bazinghen, le ruisseau d'Herlen, le ruisseau des Anguilles, le ruisseau des Nains, le Petit Phare et la Strouanne,,.

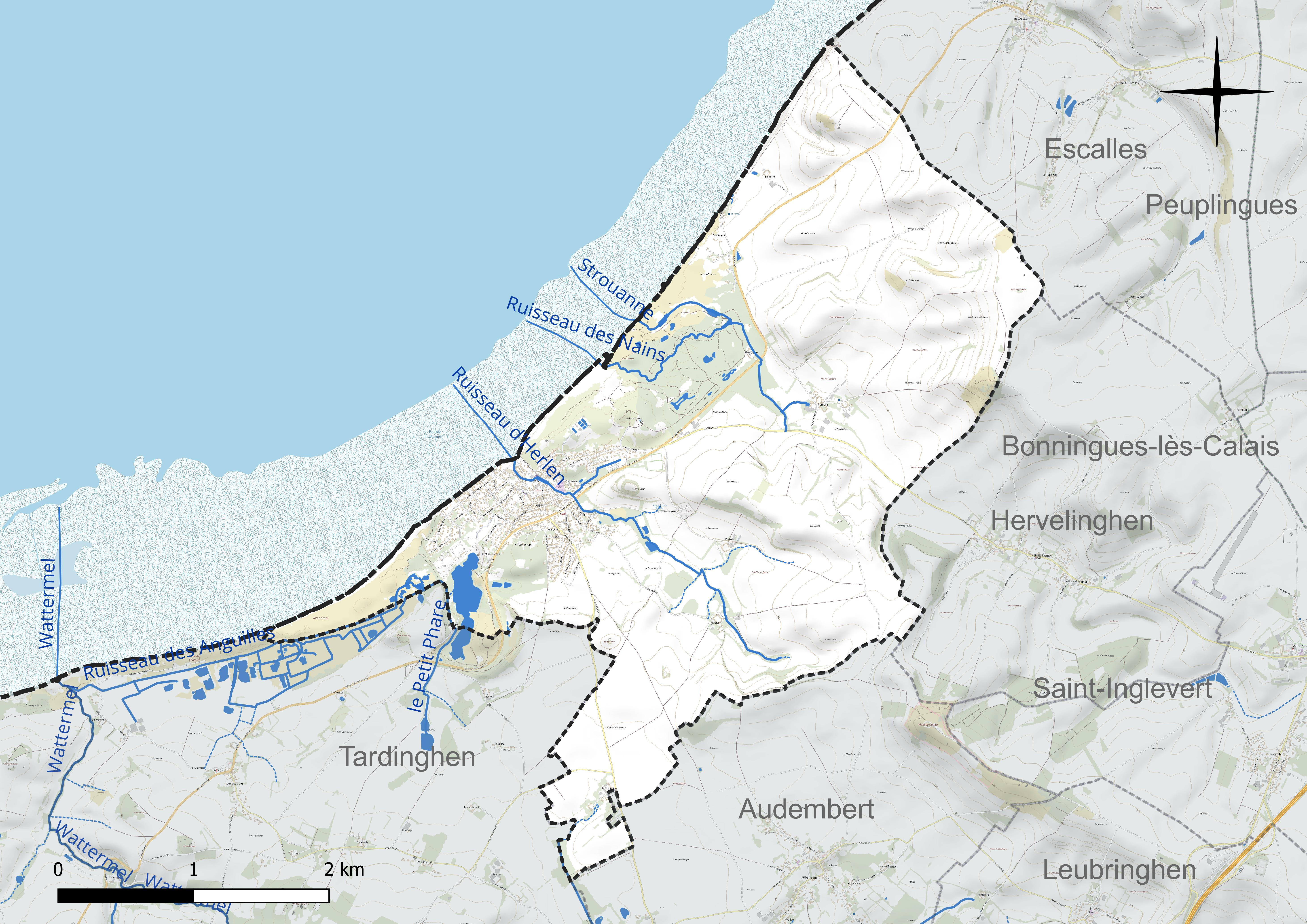
Réseau hydrographique de Wissant.

#### Gestion et qualité des eaux
Le territoire communal est couvert par le schéma d'aménagement et de gestion des eaux (SAGE) « Bassin côtier du Boulonnais ». Ce document de planification concerne le Bassin côtier du Boulonnais, drainé par trois rivières côtières que sont la Liane, le Wimereux et la Slack. Ce territoire s'étend sur 700 km2. Le périmètre a été arrêté le 19 février 1998 et le SAGE proprement dit a été approuvé le 4 février 2004, puis révisé le 9 janvier 2013. La structure porteuse de l'élaboration et de la mise en œuvre est le syndicat mixte du Parc Naturel Régional des Caps et Marais d'Opale.
La qualité des cours d'eau peut être consultée sur un site dédié géré par les agences de l'eau et l'Agence française pour la biodiversité.

### Climat
Pour des articles plus généraux, voir Climat des Hauts-de-France et Climat du Nord-Pas-de-Calais.
En 2010, le climat de la commune est de type climat océanique franc, selon une étude du CNRS s'appuyant sur une série de données couvrant la période 1971-2000. En 2020, Météo-France publie une typologie des climats de la France métropolitaine dans laquelle la commune est exposée à un climat océanique et est dans la région climatique Côtes de la Manche orientale, caractérisée par un faible ensoleillement (1 550 h/an) ; forte humidité de l'air (plus de 20 h/jour avec humidité relative > 80 % en hiver), vents forts fréquents.
Pour la période 1971-2000, la température annuelle moyenne est de 10,5 °C, avec une amplitude thermique annuelle de 12,5 °C. Le cumul annuel moyen de précipitations est de 878 mm, avec 12,8 jours de précipitations en janvier et 8 jours en juillet. Pour la période 1991-2020, la température moyenne annuelle observée sur la station météorologique la plus proche, située sur la commune de Boulogne-sur-Mer à 18 km à vol d'oiseau, est de 11,2 °C et le cumul annuel moyen de précipitations est de 824,5 mm,. Pour l'avenir, les paramètres climatiques de la commune estimés pour 2050 selon différents scénarios d'émission de gaz à effet de serre sont consultables sur un site dédié publié par Météo-France en novembre 2022.

### Paysages

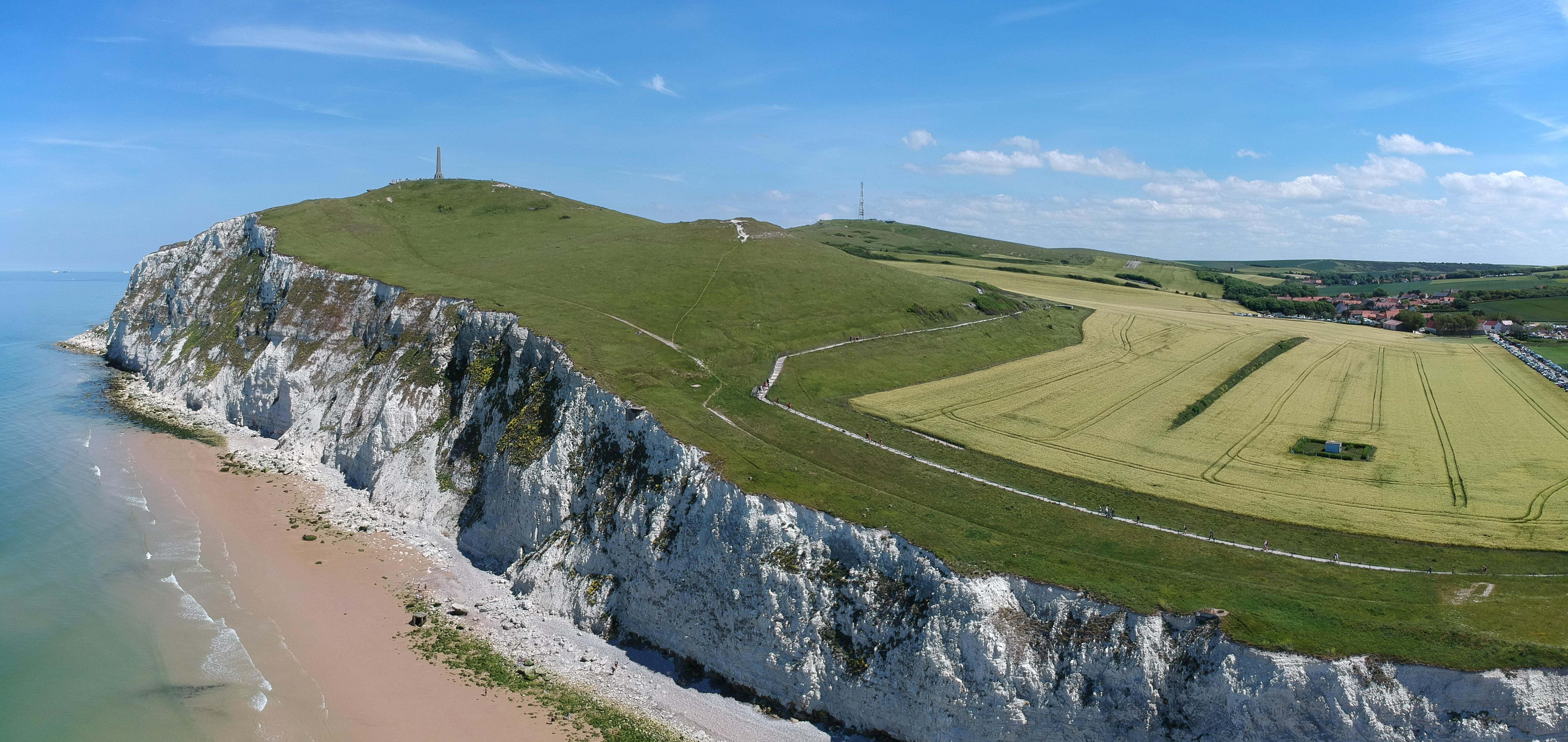
Une vue de ces « paysages des falaises d'Opale » et le cap Blanc-Nez.

La commune s'inscrit dans les « paysages des falaises d'Opale » tels qu'ils sont définis dans l'atlas de paysages de la région Nord-Pas-de-Calais, conçu par la direction régionale de l'Environnement, de l'Aménagement et du Logement (DREAL),.
Ces paysages, qui concernent 30 communes, s'étendent le long de la côte, d'Équihen-Plage  à Sangatte, sur une bande d'environ 50 kilomètres de long et d'un maximum de 5 kilomètres de large, l'autoroute A 16 étant la frontière à l'est. Ils sont constitués, d'une part, par les falaises d'Opale où se trouve le grand site des Deux Caps qui, avec le cap Blanc-Nez, culmine à 150 mètres, ces falaises offrent un belvédère sur le pas de Calais  avec la possibilité de voir les côtes d'Angleterre, et d'autre part, vers l'intérieur des terres, avec les paysages littoraux qui jouxtent ceux des coteaux calaisiens et du pays de Licques, d'un paysage alternant collines, vallons et bocages.
L'occupation des sols se répartit en 43 % de cultures pour les paysages arrière-littoraux, 20 % de sols artificialisés, 20 % de prairies et forêts et 10 % de plage.
Les crans constituent une des particularités de ces côtes à falaises. Les crans sont des vallées suspendues qui se sont retrouvées le « nez en l'air », soit du fait de l'affaissement du pas de Calais, soit par la baisse du niveau de la mer comme le cran d'Escalles, le cran Mademoiselle, le cran Poulet, le cran Barbier, le cran des Sillers, le cran de Quette et le cran aux Œufs, situés, eux, sur la commune d'Audinghen.
Ces paysages sont traversés par trois fleuves côtiers, la Liane (Boulogne-sur-Mer), le Wimereux (Wimereux) et la Slack (Ambleteuse), et par le sentier de grande randonnée GR 120 ou GR littoral, appelé aussi sentier des douaniers, qui chemine le long de ces paysages et offre un magnifique panorama.

### Milieux naturels et biodiversité

#### Espaces protégés et gérés
La protection réglementaire est le mode d'intervention le plus fort pour préserver des espaces naturels remarquables et leur biodiversité associée.

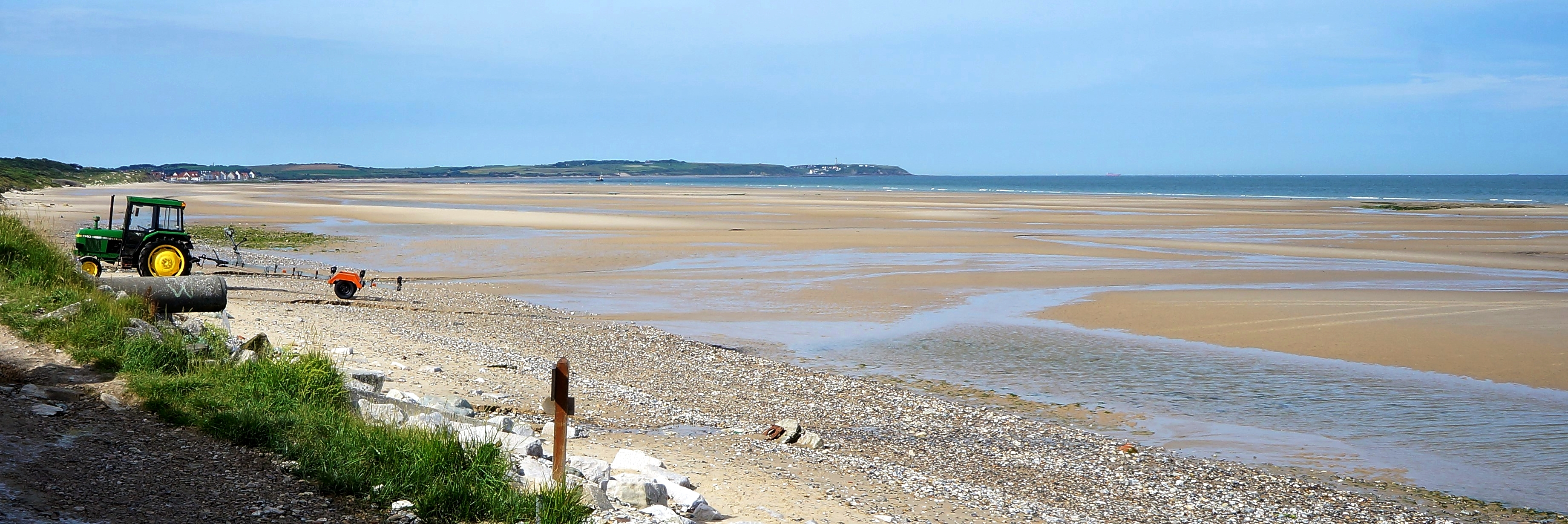
PNM des estuaires picards et de la mer d'Opale

Dans ce cadre, la commune fait partie de trois espaces protégés : 
- le parc naturel régional des Caps et Marais d'Opale, d'une superficie de 132 499 hectares réparties sur 154 communes, géré par le syndicat mixte d'aménagement et de gestion du parc naturel régional des Caps et Marais d'Opale[61] ;
- deux terrains acquis par le Conservatoire du littoral :
  - le petit Blanc-Nez, , d'une superficie de 13.865 hectares[62],
  - la baie De Wissant, , d'une superficie de 123,59 hectares[63].

#### Zones naturelles d'intérêt écologique, faunistique et floristique
L'inventaire des zones naturelles d'intérêt écologique, faunistique et floristique (ZNIEFF) a pour objectif de réaliser une couverture des zones les plus intéressantes sur le plan écologique, essentiellement dans la perspective d'améliorer la connaissance du patrimoine naturel national et de fournir aux différents décideurs un outil d'aide à la prise en compte de l'environnement dans l'aménagement du territoire.
Le territoire communal comprend quatre ZNIEFF de type 1 : 
- le cap Blanc-Nez, mont d'Hubert, mont Vasseur et fond de la Forge. Ce site marque la fin de la partie nord des collines de l'Artois sur laquelle se trouve la seule falaise crétacique littorale de la région Nord-Pas de Calais, culminant à plus de 150 mètres[64] ;
- le mont de Couples et le Blanc Pays, d'une superficie de 681 hectares et d'une altitude variant de 34  à   161 mètres. Le mont de couple, constitué d'un éperon saillant qui est vaste coteau crayeux, est couvert de pelouses endémiques du Nord de la France : le Thymo britannici - Festucetum hirtulae. Ce mont présente, à son pied, un petit vallon qui abrite encore une prairie inondable[65] ;
- les dunes du Châtelet et marais de Tardinghen, d'une superficie de 752 hectares et d'une altitude variant de 0  à   43 mètres[66] ;

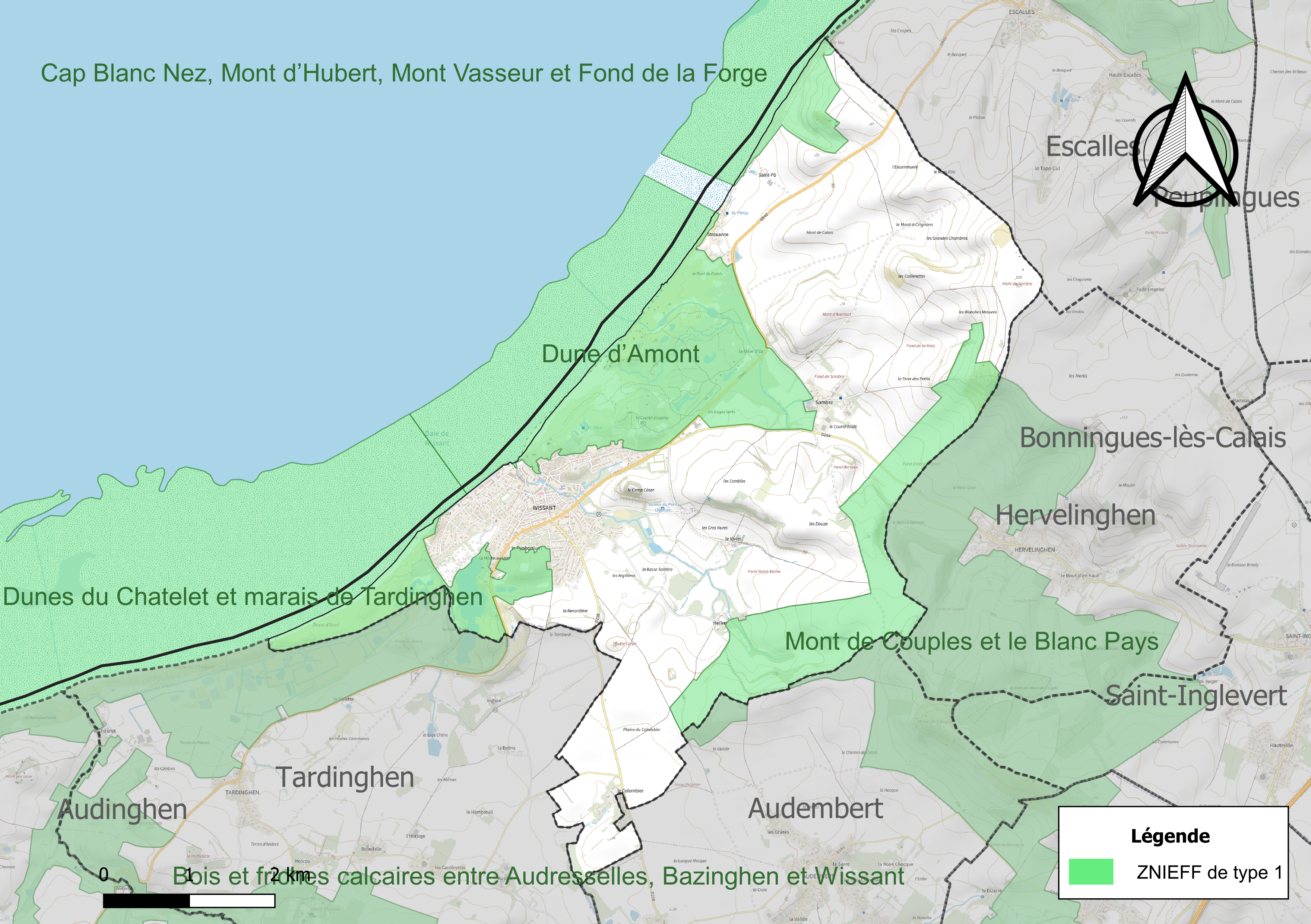
Carte des ZNIEFF sur la commune.

- la dune d'Amont, d'une superficie de 332 hectares et d'une altitude variant de 3  à   48 mètres[67].

#### Patrimoine géologique
Sur le territoire communal se trouve le site des formations crétacées dans les falaises du Cap Blanc-Nez. Il est inscrit à l'inventaire national du patrimoine géologique et on y trouve des roches sédimentaires déposées entre l'Albien et le Turonien supérieur.

#### Sites Natura 2000
Le réseau Natura 2000 est un réseau écologique européen de sites naturels d'intérêt écologique élaboré à partir des directives « habitats » et « oiseaux ». Ce réseau est constitué de zones spéciales de conservation (ZSC) et de zones de protection spéciale (ZPS). Dans les zones de ce réseau, les États membres s'engagent à maintenir dans un état de conservation favorable les types d'habitats et d'espèces concernés, par le biais de mesures réglementaires, administratives ou contractuelles.
Sur la commune, deux sites Natura 2000 de type B sont définis en site d'importance communautaire (SIC) : 
- les falaises et pelouses du cap Blanc-Nez, du mont d'Hubert, des Noires Mottes, du fond de la Forge et du mont de Couple, d'une superficie de 728 hectares dont 40 % de superficie marine, avec une altitude maximum de 162 mètres[70] ;
- les falaises du Cran aux Œufs et du cap Gris-Nez, dunes du Chatelet, marais de Tardinghen et dunes de Wissant, d'une superficie de 1 059 hectares dont 79 % de superficie marine, et d'une altitude variant de 0  à   55 mètres[71].

## Urbanisme

### Typologie
Au 1er janvier 2024, Wissant est catégorisée commune rurale à habitat dispersé, selon la nouvelle grille communale de densité à sept niveaux définie par l'Insee en 2022.
Elle est située hors unité urbaine et hors attraction des villes,.
La commune, bordée par la Manche, est également une commune littorale au sens de la loi du 3 janvier 1986, dite loi littoral. Des dispositions spécifiques d'urbanisme s'y appliquent dès lors afin de préserver les espaces naturels, les sites, les paysages et l'équilibre écologique du littoral, tel le principe d'inconstructibilité, en dehors des espaces urbanisés, sur la bande littorale des 100 mètres, ou plus si le plan local d'urbanisme le prévoit.

### Occupation des sols

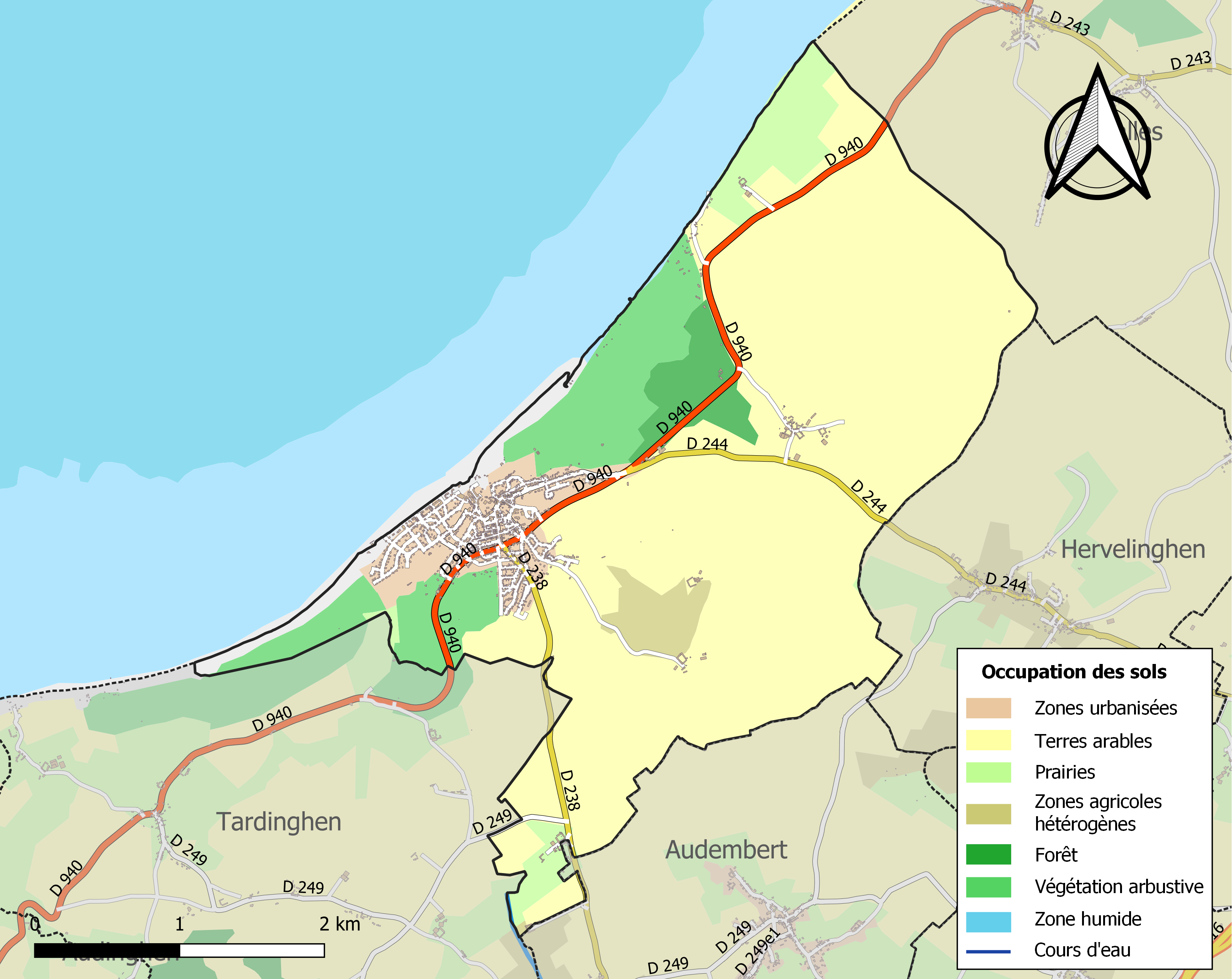
Carte de l'occupation des sols de la commune en 2018 (CLC).

L'occupation des sols de la commune, telle qu'elle ressort de la base de données européenne d'occupation biophysique des sols Corine Land Cover (CLC), est marquée par l'importance des territoires agricoles (76 % en 2018), une proportion sensiblement équivalente à celle de 1990 (76,6 %). La répartition détaillée en 2018 est la suivante : 
terres arables (68,6 %), milieux à végétation arbustive et/ou herbacée (11,3 %), zones urbanisées (6,9 %), prairies (5 %), forêts (3,4 %), zones agricoles hétérogènes (2,4 %), espaces ouverts, sans ou avec peu de végétation (2,2 %), zones humides côtières (0,3 %).
L'IGN met par ailleurs à disposition un outil en ligne permettant de comparer l'évolution dans le temps de l'occupation des sols de la commune (ou de territoires à des échelles différentes). Plusieurs époques sont accessibles sous forme de cartes ou photos aériennes : la carte de Cassini (XVIIIe siècle), la carte d'état-major (1820-1866) et la période actuelle (1950 à aujourd'hui).

### Morphologie urbaine

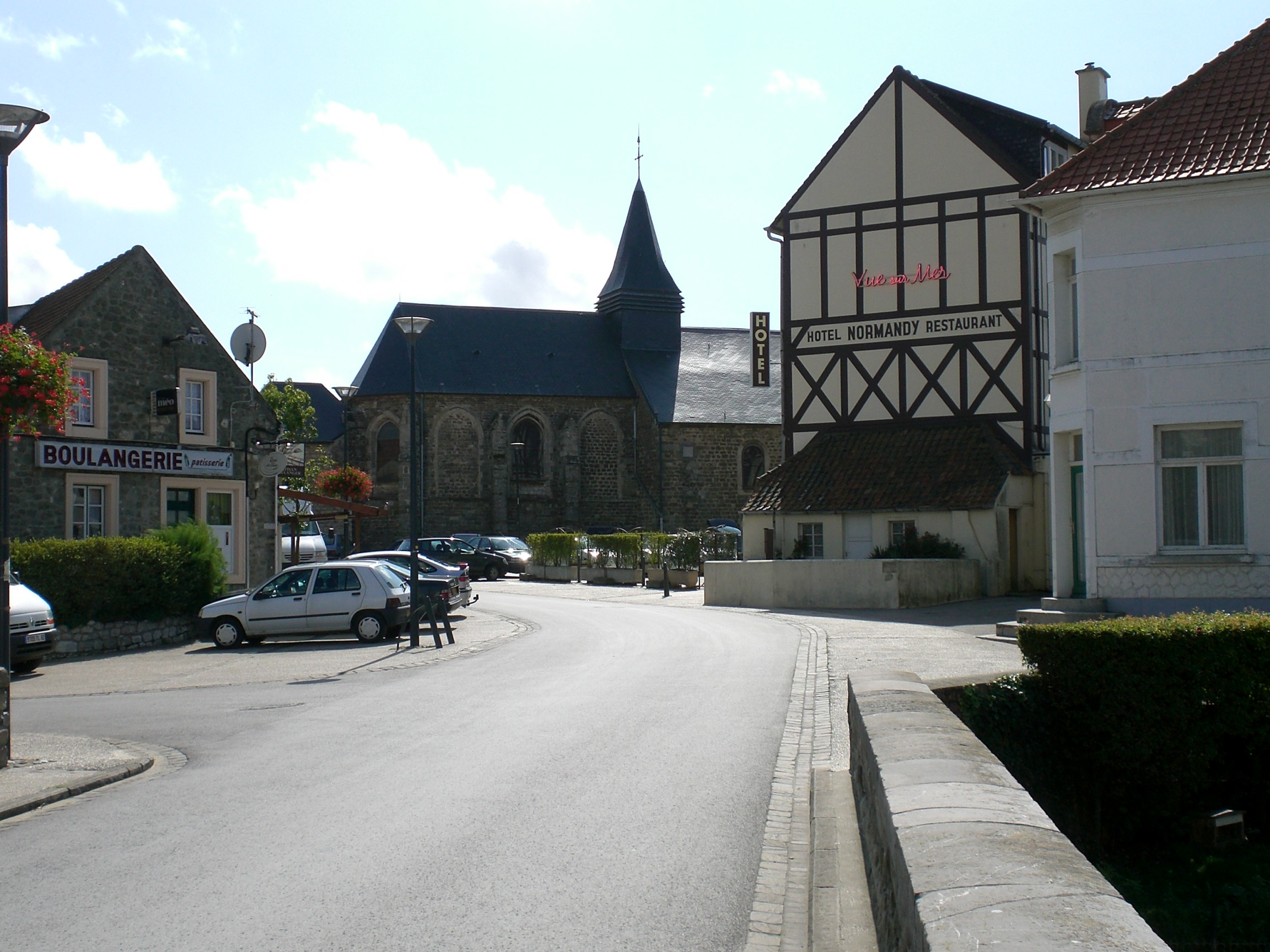
Centre du village.

L'architecture traditionnelle est composée de maisons de pêcheurs, basses et implantées parallèlement à la rue, accolées les unes aux autres, et de maisons balnéaires isolées sur leur parcelle.

### Logement
En 2009, le nombre total de logements dans la commune était de 1 454, alors qu'il était de 1 241 en 1999.
Parmi ces logements, 31,4 % étaient des résidences principales, 66,8 % des résidences secondaires et 1,8 % des logements vacants. Ces logements étaient pour 71,7 % d'entre eux des maisons individuelles et pour 28,2 % des appartements.
La proportion des résidences principales, propriétés de leurs occupants était de 65,0 %, en légère hausse par rapport à 1999 (63,5 %). La part de logements HLM loués vides (logements sociaux) était de 8,1 % contre 8,6 % en 1999, leur nombre ayant diminué de 41 à 37.

### Voies de communication et transports
Wissant est à proximité de l'autoroute A 16, qui relie la région parisienne à la frontière avec la Belgique via Beauvais, Amiens, Abbeville, Boulogne-sur-Mer, Calais et Dunkerque. On peut rejoindre Wissant en prenant la sortie no 36 en venant du sud ou la sortie no 40 en venant du nord.
La gare ferroviaire la plus proche est celle de Pihen, desservie par des TER Nord-Pas-de-Calais (ligne Boulogne-Calais). La gare de Calais-Fréthun (TER, TGV, Eurostar) se trouve à environ 15 km de Wissant par la route.
La commune est également desservie par les bus du réseau départemental Colvert (ligne 44 - Calais-Boulogne).
Plusieurs sentiers de randonnée (pédestre et VTT) parcourent également le territoire.

### Risques naturels et technologiques

#### Recul du trait de côte
Avec Ambleteuse, Audinghen et Tardinghen, communes de la communauté de communes de la Terre des Deux Caps, la commune intègre, en 2024, la liste des communes vulnérables au recul du trait de côte. Elle figure dans le projet de décret modifiant le décret n° 2022-750 du 29 avril 2022 établissant la liste des communes dont l'action en matière d'urbanisme et la politique d'aménagement doivent être adaptées aux phénomènes hydrosédimentaires entraînant l'érosion du littoral,.

## Toponymie

### Attestations anciennes
Le nom de la localité est mentionné sous les formes Witsant en 933 ; Witsantum en 938 ; Guisantum en 1036 ; Whitsand en 1048 ; Hwitsand en 1095 ; Wïtzand en 1107 ; Wissanc en 1365 ; Wïssancq en 1553 ; Whissand en 1556 ; Vïsan en 1617 ; Vuissang au XVIIe siècle ; Wit-San en 1739 ; Wissan en 1766 ; Wissant en 1788.
Wichin en picard et Witzand en flamand.

### Étymologie
Wissant est issu du germanique hwīta- « blanc » et sanda- « sable » ou postérieurement, du vieux néerlandais wit sant signifiant également « sable blanc », (d'ailleurs le nom de la commune est encore aujourd'hui Witsant en néerlandais moderne, alors que sable s'écrit désormais zand).
Remarques : l'utilisation du mot « germanique » par Maurits Gysseling reflète une incertitude sur la date à laquelle s'est fixé ce toponyme (antérieurement au Xe siècle et dont on ne possède aucune attestation) et sur la langue germanique précise, dont il s'agit. Peut-être faut-il y voir une formation en vieux bas francique (langue non attestée), ancêtre du néerlandais, ou en vieux saxon, puisque les toponymistes ont mis en évidence de très nombreux noms de lieux [anglo-]saxons dans le Boulonnais (cf. formations toponymiques en -thun par exemple). Évoquer une formation toponymique anglaise du type white sand n'a pas de sens puisque les plus anciennes attestations datent du Xe siècle, époque du vieil anglais, autrement appelé anglo-saxon, langue dans laquelle blanc se disait hwīt et non pas white qui est moderne.

### Prononciation
Tout comme les communes proches de Wimereux ou Wimille, la prononciation du nom de la commune (« huissant », « vissant » ou « ouissant ») n'est pas strictement définie et aucune n'est donc réellement incorrecte.
La prononciation locale est [ɥisɑ̃] (huissant). La prononciation ancienne est [wisɑ̃] (ouissant) conformément à la façon de prononcer la lettre W en picard, en flamand et en ancien néerlandais (semblable à l'anglais dans week-end). De la même manière, de nombreux Boulonnais prononcent encore aujourd'hui, par exemple, le mot wagon « ouagon » et non pas « vagon » comme en français standard. Tandis que la prononciation avec [v] initial articulé reflète une francisation.

## Histoire

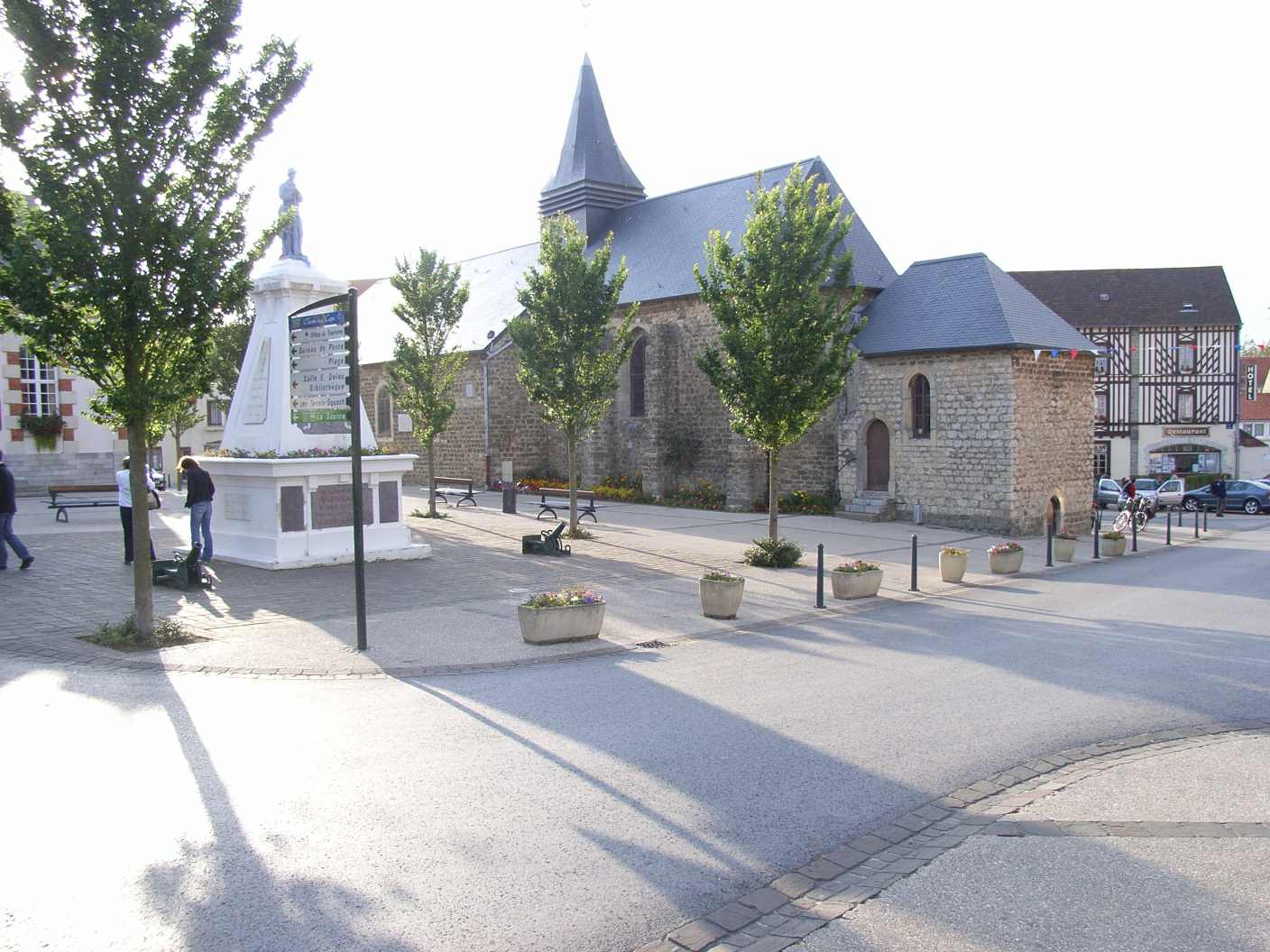
Place du village avec son église et sa mairie.

Les données archéologiques provenant de Wissant et des environs acquises depuis le milieu du XIXe siècle via de nombreuses campagnes de fouilles qui visaient notamment à retrouver d'éventuels vestiges du port médiéval ou du fameux Portus Itius cité par Jules César (que certains ont voulu situer à Wissant). Elles montrent que la baie de Wissant a été occupée par l'Homme depuis le Néolithique et toujours en lien avec la mer, au gré des dynamiques littorales depuis la remontée des eaux post-glaciaire. Sous les dunes ont été retrouvées des poteries préromaines, des maisons et des débris romains et du Moyen Âge.
À l'est de Wissant, le long de la route menant à Calais et à l'autoroute A16, se trouve une ancienne fortification en terre à deux enceintes, datant du haut Moyen Âge, et appelée « camp de César ».
Cette appellation erronée a longtemps fait croire que Wissant était le port septentrional mentionné au livre VII de la La Guerre des Gaules.
Des fouilles effectuées en 1863-1864 ont révélé qu'une motte, d'une hauteur allant jusqu'à environ un mètre, située sur Wissant était un tumulus, où semble avoir lieu une incinération, datant possiblement des Gaulois.
En 1307, Baudouin de Wissant, doyen et archidiacre de l'église de Thérouanne (diocèse de Thérouanne), est un des deux collecteurs du décime accordé au roi de France dans le diocèse par le pape et prélevé sur les biens du clergé. En tant que collecteur, Baudouin a le pouvoir de menacer d'excommunication les doyens qui ne paieraient pas leur quote-part de cette taxe.

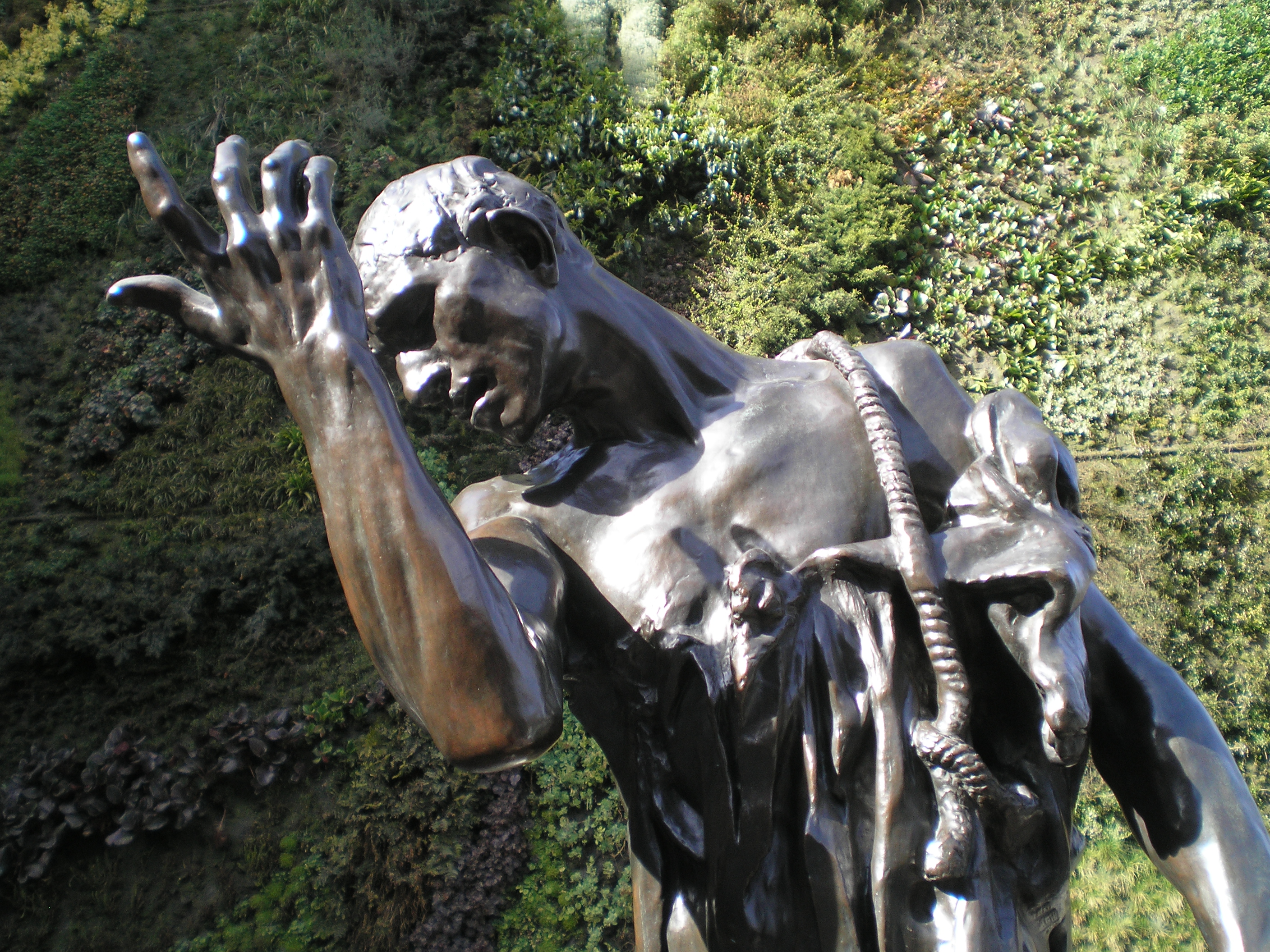
Rodin: Pierre de Wissant

En 1347, deux des bourgeois de Calais (Les Bourgeois de Calais) présentant les clefs de la ville au roi d'Angleterre Édouard III après la reddition de la cité, s'appellent Jacques de Wissant et Pierre de Wissant, on peut les présumer originaires du village.
Situé à l'extrémité orientale d'une ancienne lagune, et pendant une longue période sous administration anglaise, Wissant a été longtemps un village de pêcheurs-naufrageurs en guerre avec leurs voisins d'Audresselles avec lesquels ils se disputaient à l'arme blanche les territoires de pêche, et ceci jusqu'au début de la seconde moitié du XXe siècle, époque à laquelle les premiers mariages mixtes entre les deux villages et surtout la disparition des artisans pêcheurs ont produit des effets apaisants.
À la fin du XIXe siècle, les dunes côtières de Wissant commencent à se couvrir de villas balnéaires.
Pendant la Première Guerre mondiale, un sous-marin allemand, l'UC-61, est venu s'échouer sur la plage de Wissant dans la nuit du 25 au 26 juillet 1917. Depuis, en fonction des marées et des mouvements de sable, il arrive que des morceaux du submersible affleurent à environ 150 m des dunes.
Le 18 juin 1919, à l'issue de la guerre, les Anglais, très présents pendant la guerre sur la côte du Pas-de-Calais (camp britannique d'Étaples, notamment), incendient volontairement 4 000 voitures de leur armée ce qui choque et amène de fortes protestations face à un tel gaspillage, alors que le département a beaucoup souffert de la guerre (destructions, bombardements, ...) et que beaucoup de personnes disposent de peu de moyens pour vivre.
Durant la Seconde Guerre mondiale, Wissant est principalement occupé par des troupes de la Kriegsmarine, huit points fortifiés sont construits. Le plus important d'entre eux est le WN 118 Krefeld qui va accueillir la batterie MKB MIII. Situé au nord de Wissant dans le lieu-dit de la Mine d'Or, il est composé de 4 bunkers M270 chacun disposant d'un canon de 150 mm dirigé vers l'Angleterre. Wissant sera libéré le 6 septembre 1944 durant l'opération Undergo par le régiment d'infanterie The Royal Regina Rifles venu du Canada, la prise de la batterie MIII inspira les troupes à attaquer le cap Gris-Nez. La batterie et ses canons ont été détruits au cours des affrontements.
Au XXe siècle, l'entrepreneur Létendart, de Calais, extrait le sable et les graviers des dunes à l'ouest de Wissant dans le lit d'une rivière fossile, creusant d'énormes excavations formant désormais les lacs d'une réserve naturelle. À l'époque de l'exploitation de ces gravières, les ossements complets d'un mammouth avec ses défenses y ont été découverts par quatre ouvriers qui se les sont partagés.
Aujourd'hui, en raison des vents ordinairement favorables et de la proximité de la gare TGV-Eurostar de Calais-Fréthun, Wissant est un spot réputé de funboard et de kitesurf.

## Politique et administration

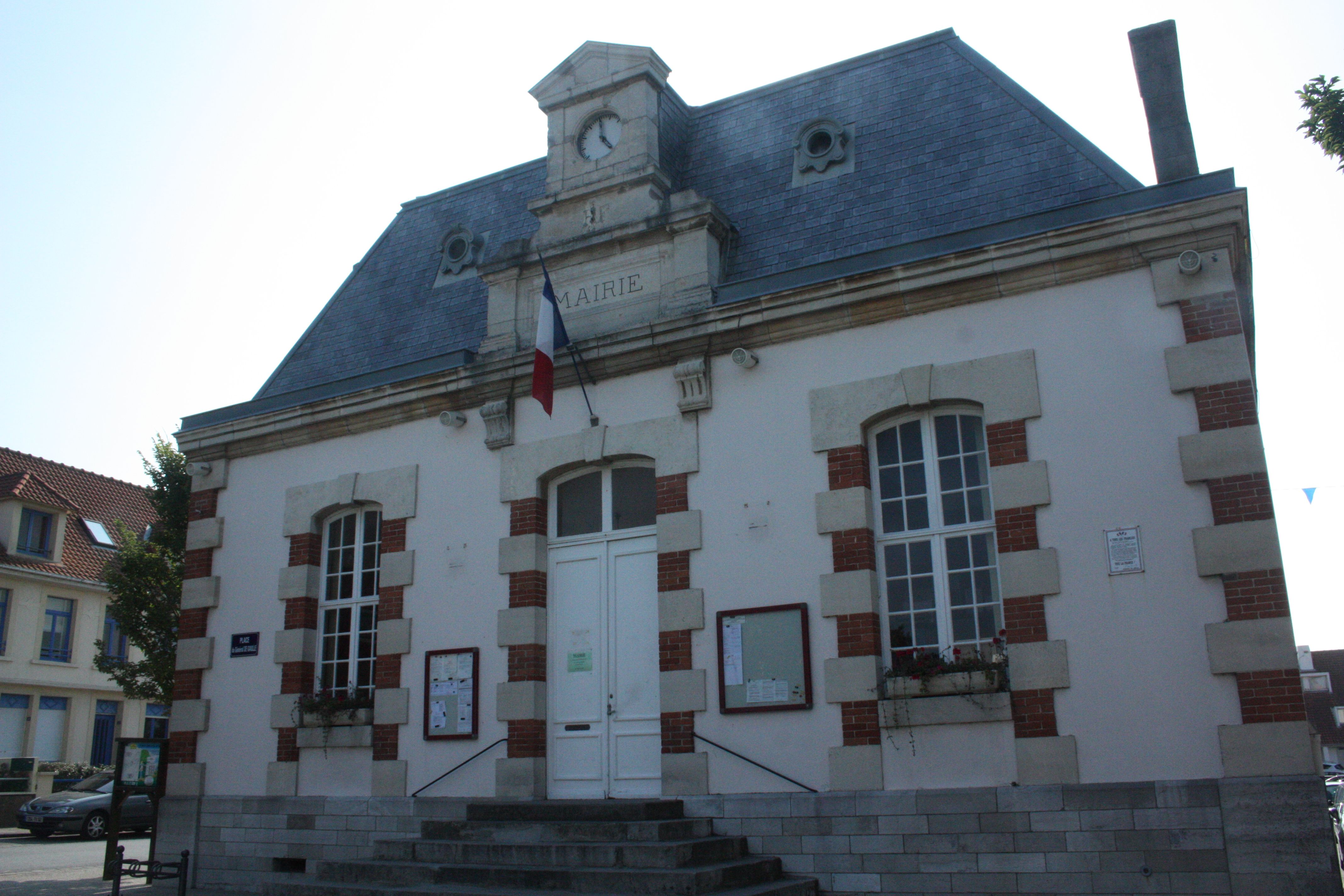
Le bâtiment abritant la mairie de Wissant.

### Découpage territorial
La commune se trouve dans l'arrondissement de Boulogne-sur-Mer du département du Pas-de-Calais.

#### Commune et intercommunalités
La commune est membre de la communauté de communes de la Terre des Deux Caps.

#### Circonscriptions administratives
La commune est rattachée au canton de Desvres.

#### Circonscriptions électorales
Pour l'élection des députés, la commune fait partie de la sixième circonscription du Pas-de-Calais.

### Élections municipales et communautaires

#### Liste des maires
| Période                                  | Période                       | Identité                             | Étiquette | Qualité                                  |
| ---------------------------------------- | ----------------------------- | ------------------------------------ | --------- | ---------------------------------------- |
| Les données manquantes sont à compléter. |                               |                                      |           |                                          |
|                                          | avant 1673                    | Laurent Altazin                      |           |                                          |
| 1790                                     | 1825                          | Jean Dupont                          |           |                                          |
| 1825                                     | 1838                          | Louis Joachim Lorgnier               |           |                                          |
| 1838                                     | 1848                          | Pierre Louis Admont                  |           |                                          |
| 1848                                     | 1849                          | Jean-Marie Honvault                  |           |                                          |
| 1849                                     | 1854                          | Théophile Dupont                     |           |                                          |
| 1854                                     | 1869                          | Frédéric Lefebvre                    |           |                                          |
| 1869                                     | 1870                          | Charles Admont                       |           |                                          |
| 1870                                     | 1896                          | Louis-Marie Fourdin                  |           |                                          |
| 1896                                     | 1904                          | Charles Paillard                     |           |                                          |
| 1904                                     | 1908                          | Pierre Louis Boutoille               |           |                                          |
| 1908                                     | 1909                          | Charles Paillard                     |           |                                          |
| 1909                                     | 1917                          | Pierre Louis Boutoille               |           |                                          |
| 1917                                     | 1919                          | Florent Ternisien (faisant fonction) |           |                                          |
| 1919                                     | 1925                          | Auguste Playoult                     |           |                                          |
| 1925                                     | 1941                          | Charles Gressier                     |           |                                          |
| 1941                                     | 1945                          | Edouard Quenu (faisant fonction)     |           |                                          |
| 1945                                     | 1947                          | Emile Hérisson                       |           |                                          |
| octobre 1947                             | mars 1959                     | Edouard Quenu                        | DVD       | Agriculteur                              |
| mars 1959                                | août 1964                     | Jacques Delannoy                     | DVD       |                                          |
| 1964                                     | 1965                          | Louis Darré (faisant fonction)       |           |                                          |
| mars 1965                                | 1977                          | André Soriaux                        | PS        | Instituteur                              |
| mars 1977                                | 1995                          | Jean-Pierre Coupin                   | DVD       | Médecin                                  |
| mars 1995                                | 2008                          | Claude Delliaux                      | DVD       | Restaurateur                             |
| 16 mars 2008                             | 3 juillet 2020                | Bernard Bracq                        | DVD       | Retraité Réélu pour le mandat 2014-2020, |
| 3 juillet 2020                           | octobre 2024                  | Laurence Prouvot Démissionnaire      | DVD       | Gérante de chambres d'hôte,              |
| Novembre 2024                            | En cours (au 9 novembre 2024) | Pierre-Edouard Davies                |           | Agent immobilier                         |

### Jumelages
La commune est jumelée avec :
| Ville | Ville                    | Pays | Pays        | Période     |
| ----- | ------------------------ | ---- | ----------- | ----------- |
|       | Ringwould with Kingsdown |      | Royaume-Uni | depuis 1976 |

## Équipements et services publics

### Enseignement
Wissant abrite une école primaire publique.

## Population et société

### Démographie

#### Évolution démographique
L'évolution du nombre d'habitants est connue à travers les recensements de la population effectués dans la commune depuis 1793. Pour les communes de moins de 10 000 habitants, une enquête de recensement portant sur toute la population est réalisée tous les cinq ans, les populations de référence des années intermédiaires étant quant à elles estimées par interpolation ou extrapolation. Pour la commune, le premier recensement exhaustif entrant dans le cadre du nouveau dispositif a été réalisé en 2004.

En 2022, la commune comptait 847 habitants, en évolution de −13,66 % par rapport à 2016 (Pas-de-Calais : −0,72 %, France hors Mayotte : +2,11 %).
| 1793 | 1800 | 1806 | 1821 | 1831 | 1836 | 1841  | 1846  | 1851 |
| ---- | ---- | ---- | ---- | ---- | ---- | ----- | ----- | ---- |
| 737  | 733  | 706  | 787  | 847  | 956  | 1 012 | 1 007 | 995  |

| 1856 | 1861 | 1866  | 1872  | 1876  | 1881  | 1886  | 1891  | 1896  |
| ---- | ---- | ----- | ----- | ----- | ----- | ----- | ----- | ----- |
| 969  | 996  | 1 059 | 1 005 | 1 013 | 1 076 | 1 091 | 1 075 | 1 003 |

| 1901 | 1906 | 1911 | 1921 | 1926 | 1931 | 1936 | 1946 | 1954 |
| ---- | ---- | ---- | ---- | ---- | ---- | ---- | ---- | ---- |
| 951  | 992  | 961  | 876  | 871  | 887  | 910  | 939  | 951  |

| 1962  | 1968  | 1975  | 1982  | 1990  | 1999  | 2004  | 2006  | 2009  |
| ----- | ----- | ----- | ----- | ----- | ----- | ----- | ----- | ----- |
| 1 033 | 1 058 | 1 140 | 1 247 | 1 303 | 1 186 | 1 071 | 1 041 | 1 056 |

| 2014 | 2019 | 2022 | - | - | - | - | - | - |
| ---- | ---- | ---- | - | - | - | - | - | - |
| 998  | 854  | 847  | - | - | - | - | - | - |

#### Pyramide des âges
La population de la commune est relativement âgée.
En 2018, le taux de personnes d'un âge inférieur à 30 ans s'élève à 25,4 %, soit en dessous de la moyenne départementale (36,7 %). À l'inverse, le taux de personnes d'âge supérieur à 60 ans est de 40,1 % la même année, alors qu'il est de 24,9 % au niveau départemental.
En 2018, la commune comptait 436 hommes pour 460 femmes, soit un taux de 51,34 % de femmes, légèrement inférieur au taux départemental (51,50 %).
Les pyramides des âges de la commune et du département s'établissent comme suit.
| Hommes | Classe d’âge | Femmes |
| ------ | ------------ | ------ |
| 0,7    | 90 ou +      | 2,7    |
| 9,6    | 75-89 ans    | 13,7   |
| 27,4   | 60-74 ans    | 25,8   |
| 19,7   | 45-59 ans    | 22,6   |
| 13,5   | 30-44 ans    | 13,2   |
| 14,9   | 15-29 ans    | 12,6   |
| 14,2   | 0-14 ans     | 9,4    |

| Hommes | Classe d’âge | Femmes |
| ------ | ------------ | ------ |
| 0,5    | 90 ou +      | 1,6    |
| 5,6    | 75-89 ans    | 8,9    |
| 16,7   | 60-74 ans    | 18,1   |
| 20,2   | 45-59 ans    | 19,2   |
| 18,9   | 30-44 ans    | 18,1   |
| 18,2   | 15-29 ans    | 16,2   |
| 19,9   | 0-14 ans     | 17,9   |

### Manifestations culturelles et festivités
La Fête du flobart se déroule, chaque année, à la fin du mois d'août. La première édition se déroule à la fin des années 1980, 2022 connaît la 33e édition,.

### Sports et loisirs

#### Sports nautiques

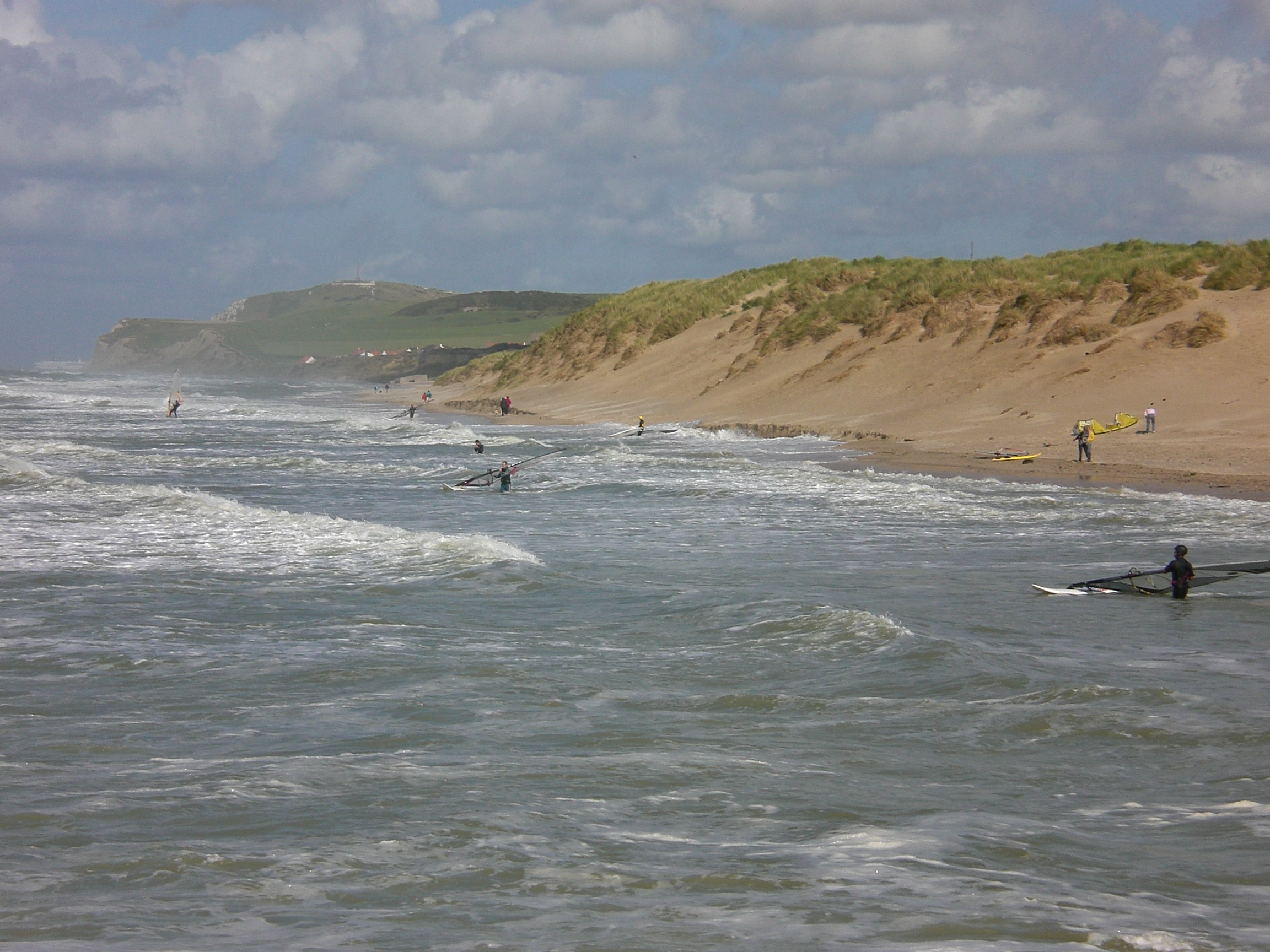
Planchistes sur la plage de Wissant proche du Cap Blanc-Nez.

De nombreux sports nautiques sont proposés sur les 12 km de plage de Wissant : surf, kitesurf, planche à voile, etc.
Wissant est considéré comme l'un des meilleurs spot de kitesurf et de planche à voile d'Europe du Nord. C'est également l'un des principaux spots de surf du Nord de la France,.

#### Football
Wissant possède un club de football au lieu-dit des Croisettes. Le Football Club de Wissant est le seul club de sport collectif. Il est présidé, depuis septembre 2011, par Pierre-Édouard Davies. Les couleurs du club sont le bleu et le blanc.

#### Trail
Wissant est le point de départ et d'arrivée du trail national de la Côte d'Opale.

#### Cyclisme

##### Wissant beach race
Octobre 2022, voit la 3e édition de la Wissant beach race, course régionale de VTT sur sable, qui attire environ 300 coureurs de plusieurs nationalités, sur trois formats de course, la 10 km pour les enfants, la 30 km pour le loisir, et la 60 km pour la compétition (soit quatre tours du circuit de 15 km). Le régional Samuel Leroux, actuel champion d'Europe de cette discipline, participe à la course.

##### Pistes cyclables
La piste cyclable « La Vélomaritime », partie côtière française de la « Véloroute de l'Europe - EuroVelo 4 », qui relie Roscoff en France à Kiev en Ukraine sur 5 100 km, traverse la commune, en venant de Tardinghen pour desservir Escalles,.

#### Sentier pédestre
Le sentier de grande randonnée GR 120 ou GR littoral (partie du sentier européen E9 allant du Portugal à l'Estonie), appelé aussi sentier des douaniers, traverse la commune en longeant la côte.

## Économie

### Revenus de la population et fiscalité
En 2021, la commune compte 417 ménages fiscaux, regroupant 865 personnes.
Le revenu fiscal médian par ménage de la commune est de 24 960 €, supérieur à celui du département du Pas-de-Calais (20 720 €) et supérieur à celui de la France métropolitaine (23 080 €),,.

### Emploi
|                       | 2011   | 2016   | 2022   |
| --------------------- | ------ | ------ | ------ |
| Commune               | 14,9 % | 17,4 % | 13,9 % |
| Département           | 11,3 % | 13,7 % | 11,2 % |
| France métropolitaine | 11,6 % | 13,7 % | 11,7 % |

En 2022, la population âgée de 15 à 64 ans s'élève à 491 personnes, parmi lesquelles on compte 66,1 % d'actifs (56,9 % ayant un emploi et 9,2 % de chômeurs) et 33,9 % d'inactifs,. En 2022, le taux de chômage communal (au sens du recensement) des 15-64 ans est supérieur à celui du département et supérieur à celui de la France métropolitaine.
La commune est hors attraction des villes,. Elle compte 266 emplois en 2022, contre 302 en 2016 et 281 en 2011. Le nombre d'actifs ayant un emploi résidant dans la commune est de 287, soit un indicateur de concentration d'emploi de 92,6 et un taux d'activité parmi les 15 ans ou plus de 44,3 %.
Sur ces 287 actifs de 15 ans ou plus ayant un emploi, 200 travaillent dans la commune, soit 70 % des habitants. Pour se rendre au travail, 76,4 % des habitants utilisent une voiture, un camion ou une fourgonnette, 4,7 % les transports en commun, 12,3 % s'y rendent en deux-roues motorisé, à vélo ou à pied et 6,5 % n'ont pas besoin de transport (travail au domicile).

### Entreprises et commerces

#### Activités hors agriculture
113 établissements marchands non agricoles sont économiquement actifs en 2022 à Wissant,,.
| Secteur d'activité                                                                                        | Commune | Commune | Département |
| Secteur d'activité                                                                                        | Nombre  | %       | %           |
| --- | ------- | ------- | ----------- |
| Ensemble                                                                                                  | 113     | 100 %   | (100 %)     |
| Industrie manufacturière, industries extractives et autres                                                | 5       | 4,4 %   | (5,3 %)     |
| Construction                                                                                              | 10      | 8,8 %   | (11,7 %)    |
| Commerce de gros et de détail, transports, hébergement et restauration                                    | 50      | 44,2 %  | (22,5 %)    |
| Information et communication                                                                              | 3       | 2,7 %   | (3,6 %)     |
| Activités financières et d'assurance                                                                      | 5       | 4,4 %   | (5,3 %)     |
| Activités immobilières                                                                                    | 13      | 11,5 %  | (5,7 %)     |
| Activités spécialisées, scientifiques et techniques et activités de services administratifs et de soutien | 10      | 8,8 %   | (20,2 %)    |
| Administration publique, enseignement, santé humaine et action sociale                                    | 10      | 8,8 %   | (15,8 %)    |
| Autres activités de services                                                                              | 7       | 6,2 %   | (9,9 %)     |

Le secteur du commerce de gros et de détail, transports, hébergement et restauration est prépondérant sur la commune puisqu'il représente 44,2 % du nombre total d'établissements de la commune (50 sur les 113 entreprises implantées  à Wissant), contre 22,5 % au niveau départemental.

#### Agriculture
La commune est dans le « Boulonnais », une petite région agricole dans le département du Pas-de-Calais. En 2020, l'orientation technico-économique de l'agriculture  sur la commune est la polyculture et/ou le polyélevage. 
|               | 1988 | 2000 | 2010 | 2020 |
| ------------- | ---- | ---- | ---- | ---- |
| Exploitations | 14   | 9    | 10   | 10   |
| SAU (ha)      | 955  | 909  | 695  | 786  |

Le nombre d'exploitations agricoles en activité et ayant leur siège dans la commune est passé de 14 lors du recensement agricole de 1988 à 9 en 2000 puis à 10 en 2010 et enfin à 10 en 2020, soit une baisse de 29 %. La surface agricole utilisée sur la commune a également diminué, passant de 955 ha en 1988 à 786 ha en 2020 (soit - 17,70 %). Parallèlement la surface agricole utilisée moyenne par exploitation a augmenté, passant de 68 à 79 ha,.

### Tourisme
Au 1er janvier 2025, la commune dispose de cinq hôtels pour une capacité totale de 136 chambres, d'un camping totalisant 393 emplacements et d'aucun autre type d'hébergement collectif,.

## Culture locale et patrimoine

### Lieux et monuments

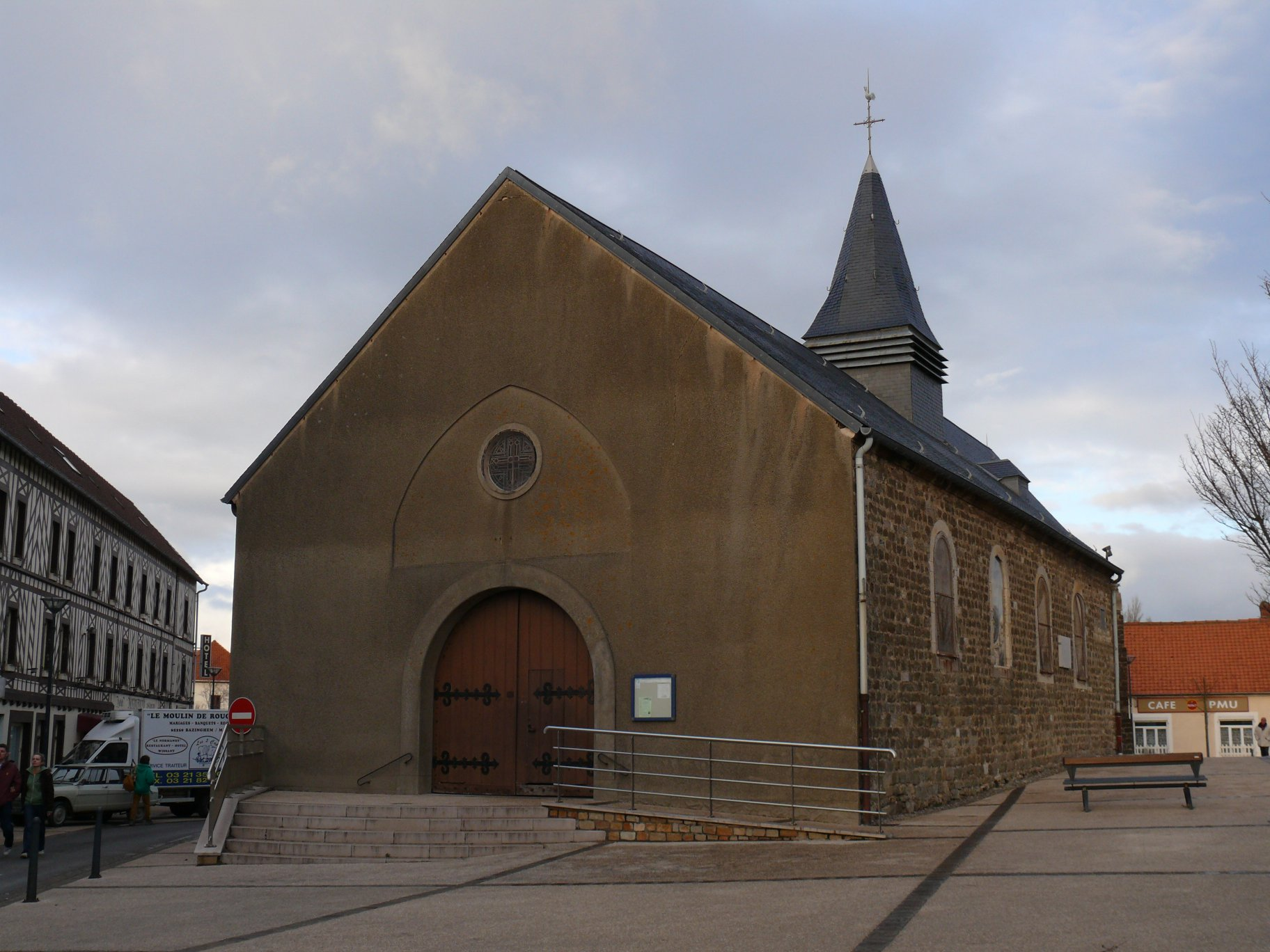
L'église Saint-Nicolas.

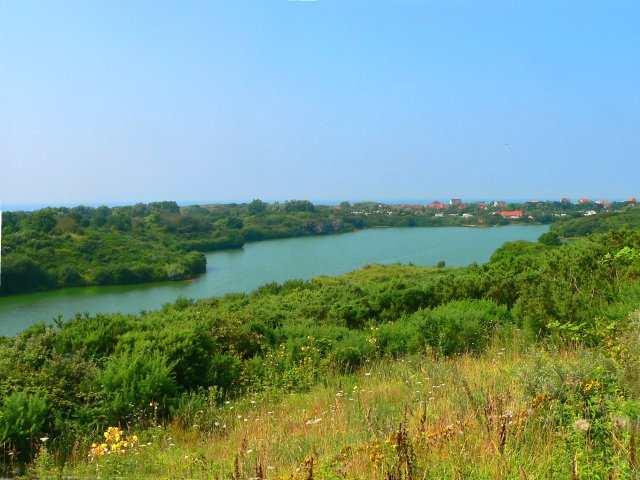
Wissant, vue depuis les marais au sud.

- L'église Saint-Nicolas du XVe siècle avec une statue de sainte Wilgeforte (Virgo fortis), la sainte à barbe crucifiée.
- Les dunes du Châtelet et d'Aval au sud du village ont fermé la baie et permis l'apparition du marais arrière littoral s'étendant sur les communes de Wissant et Tardinghen. Ce marais, bordé par des prairies inondables, est alimenté en eau douce par les eaux descendant du plateau. L'ensemble marais-dunes constitue une halte migratoire et une zone de nidification pour les oiseaux. On y trouve également des plantes protégée en France et tout un ensemble d'espèces rares protégées dans la région[119].
- L'école primaire est située au centre du village, rue du Lieutenant-André-Baude.
- Le camp de César.

### Le Typhonium

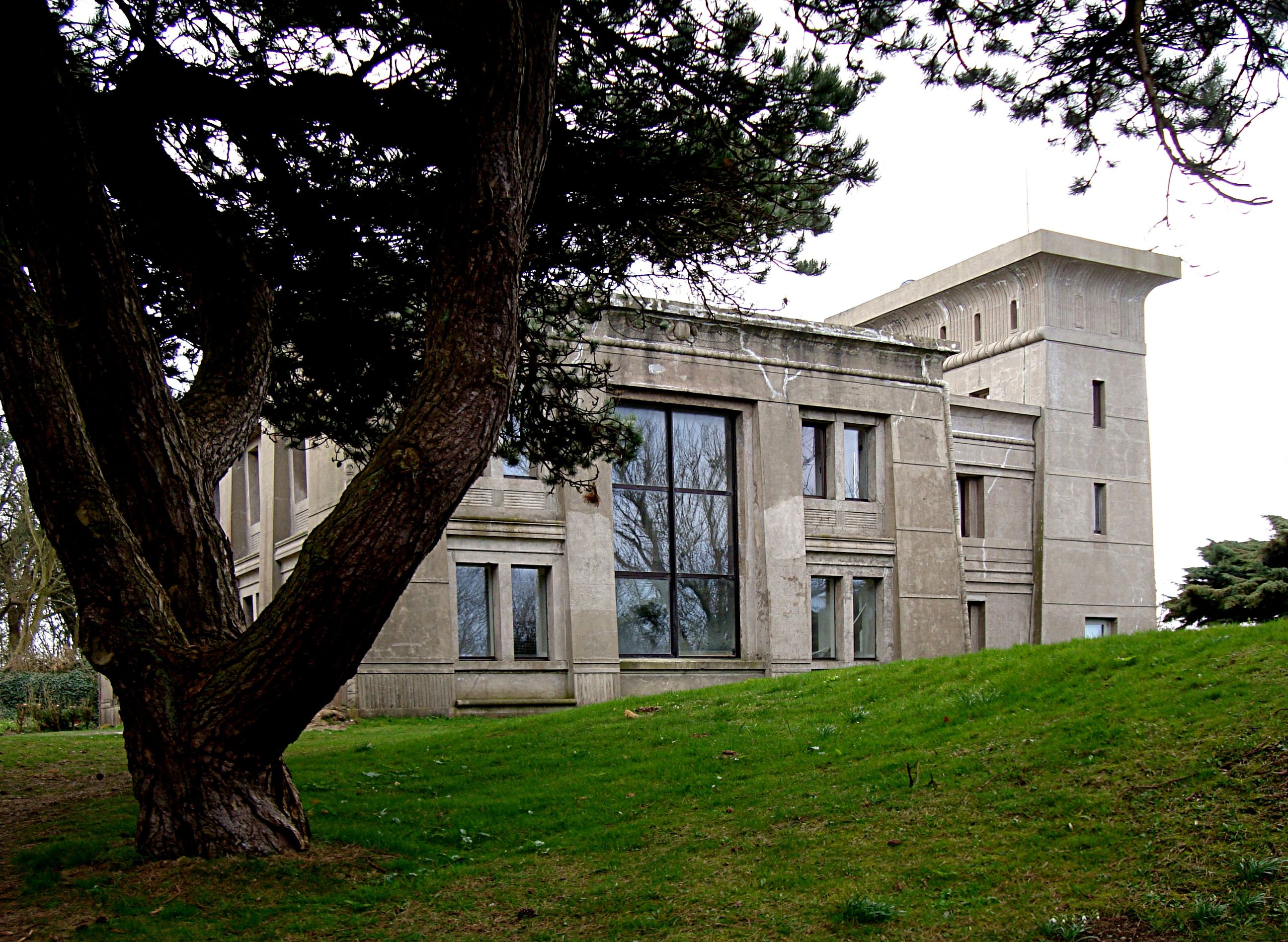
Le Typhonium.

Le Typhonium est une villa de style néo-égyptien ptolémaïque construite en 1891 sur une butte par l'architecte belge Edmond De Vigne (1841-1918). Elle sera ensuite agrandie en 1911. Elle a été inscrite aux monuments historiques en 1985. Elle est construite en pierre marbrière des carrières de Marquise et en briques autour des ouvertures. Elle a servi de décor pour des scènes extérieures du film Ma Loute (2016) de Bruno Dumont.

### Récompense
En 2013, la commune a représenté la région Nord-Pas-de-Calais dans l'émission Le village préféré des Français diffusée sur France 2 et s'est classé treizième.

### Wissant au cinéma et à la télévision
Plusieurs scènes de films, de courts-métrages et de téléfilms sont tournées à Wissant :
- 1962 : L'Amour avec des si, second film réalisé par Claude Lelouch.
- 1983 : L'Ami de Vincent, film réalisé par Pierre Granier-Deferre avec Philippe Noiret et Jean Rochefort, plusieurs scènes sont tournées sur la plage de Wissant, notamment dans la buvette et les cahuttes de la dune d'Amont.
- 1985 : Le Marionnettiste, téléfilm réalisé par Raphaël Delpard, avec Sady Rebbot[122].
- 2000 : Le Monde de Marty, film réalisé par Denis Bardiau[123].
- 2005 : Léoléa, court métrage réalisé par Nicolas Brossette[123].
- 2013 : Les Beaux Jours, film réalisé par Marion Vernoux[123].
- 2015 : Ma Loute, film réalisé par Bruno Dumont, sélectionné au festival de Cannes 2016, Le Typhonium sert de décor au film[124].
- 2016 : Jeannette, l'enfance de Jeanne d'Arc, film réalisé par Bruno Dumont, sélectionné à la Quinzaine des réalisateurs et projeté au festival de Cannes 2017, le lieu-dit de la Mine d'Or, ensemble de bois et de dunes au nord de Wissant, sert de décor au film[125].
- 2017 : Les Témoins, série télévisée réalisé par Marc Herpoux et Hervé Hadmar, trois épisodes de la saison 2 sont tournés à Wissant : le 2.1, 2.2 et 2.6[123].

### Wissant et la peinture
L'École de Wissant est un foyer français de création artistique regroupant des peintres et des sculpteurs, de 1889 au début de la Seconde Guerre mondiale.

### Gastronomie
La Blanche de Wissant est une bière blanche, brassée dans la commune voisine de Tardinghen avec du blé tendre d'hiver et des orges maltées.
Le Sablé de Wissant est un fromage au lait cru de vache, à pâte pressée non cuite et dont la croûte a été régulièrement brossée à la bière Blanche de Wissant, produit à la Fromagerie Sainte Godeleine de Wierre-Effroy.

### Personnalités liées à la commune

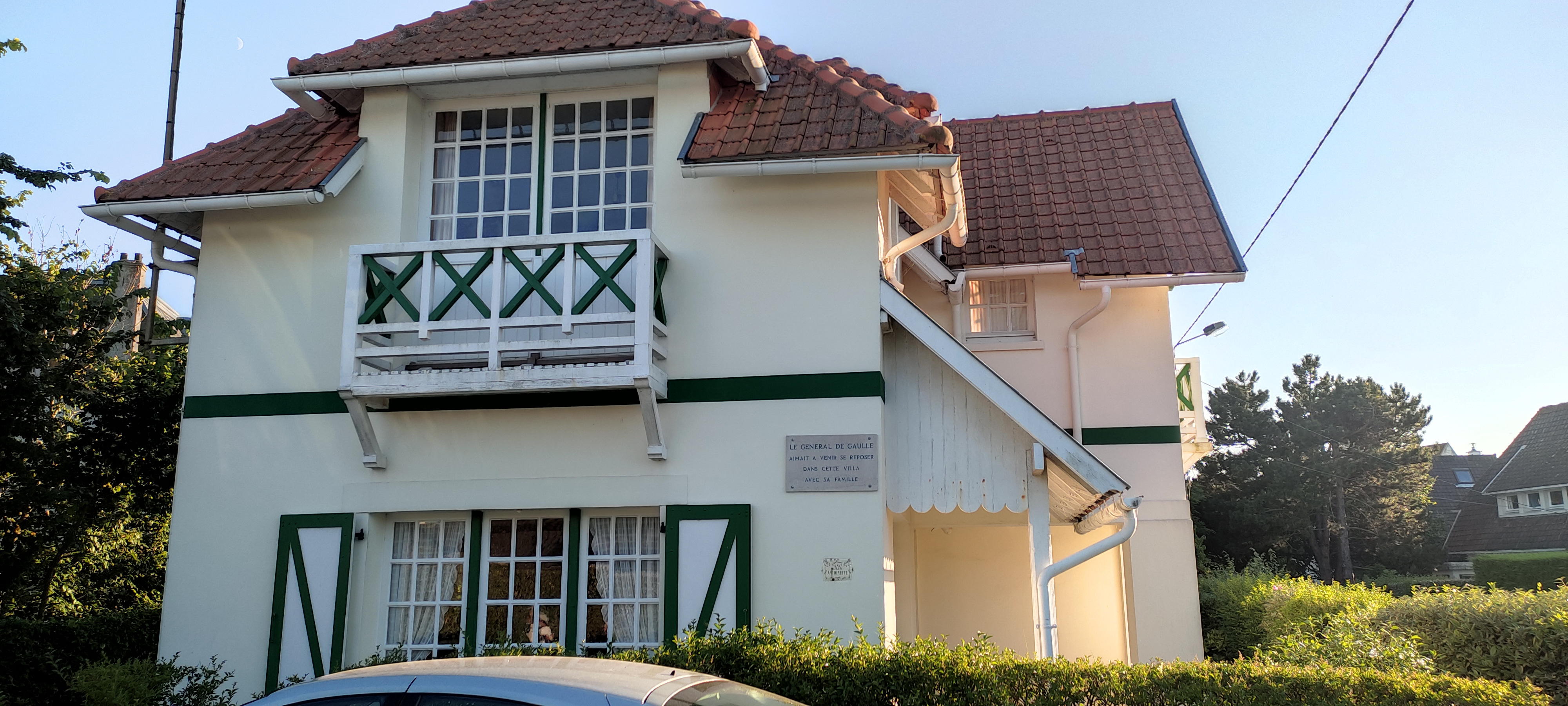
La maison de vacances du général de Gaulle à Wissant.

- Le couple de peintres Adrien Demont (1851-1918) et Virginie Demont-Breton (1859-1935) résidait au Typhonium.
- Pierre Carrier-Belleuse (1851-1932), peintre-pastelliste, possédait la villa Pierrette, du nom de sa fille.
- Fernand Stiévenart (1862-1922), peintre paysagiste de l'école de Wissant, habitait la villa Sainte Marie aux Fleurs.
- Paule Crampel (1864-1964), peintre, a longuement vécu à Wissant et y est morte.
- Le général de Gaulle (1890-1970), aimait y passer ses vacances, des plaques commémoratives en témoignent.
- Henri Dutilleux (1916-2013), compositeur, a passé ses vacances à Wissant avant la Seconde Guerre mondiale.
- Louise de Bettignies (1880-1918), résistante et agent secret, vivait à Wissant lors de la déclaration de la Première Guerre mondiale[127].

### Héraldique
| Blason de Wissant | Blason  | De gueules à un dauphin d'argent. |
| Blason de Wissant | Détails | Tient son origine des armes données en 1669 par Pierre de La Planche dans La Description des provinces et des villes de France : « de gueulles à un saumon d'argent posé en face » (sic), où, au fil du temps, le saumon est devenu un dauphin héraldique. Le statut officiel du blason reste à déterminer. |

## Pour approfondir